# Dom zu Gurk

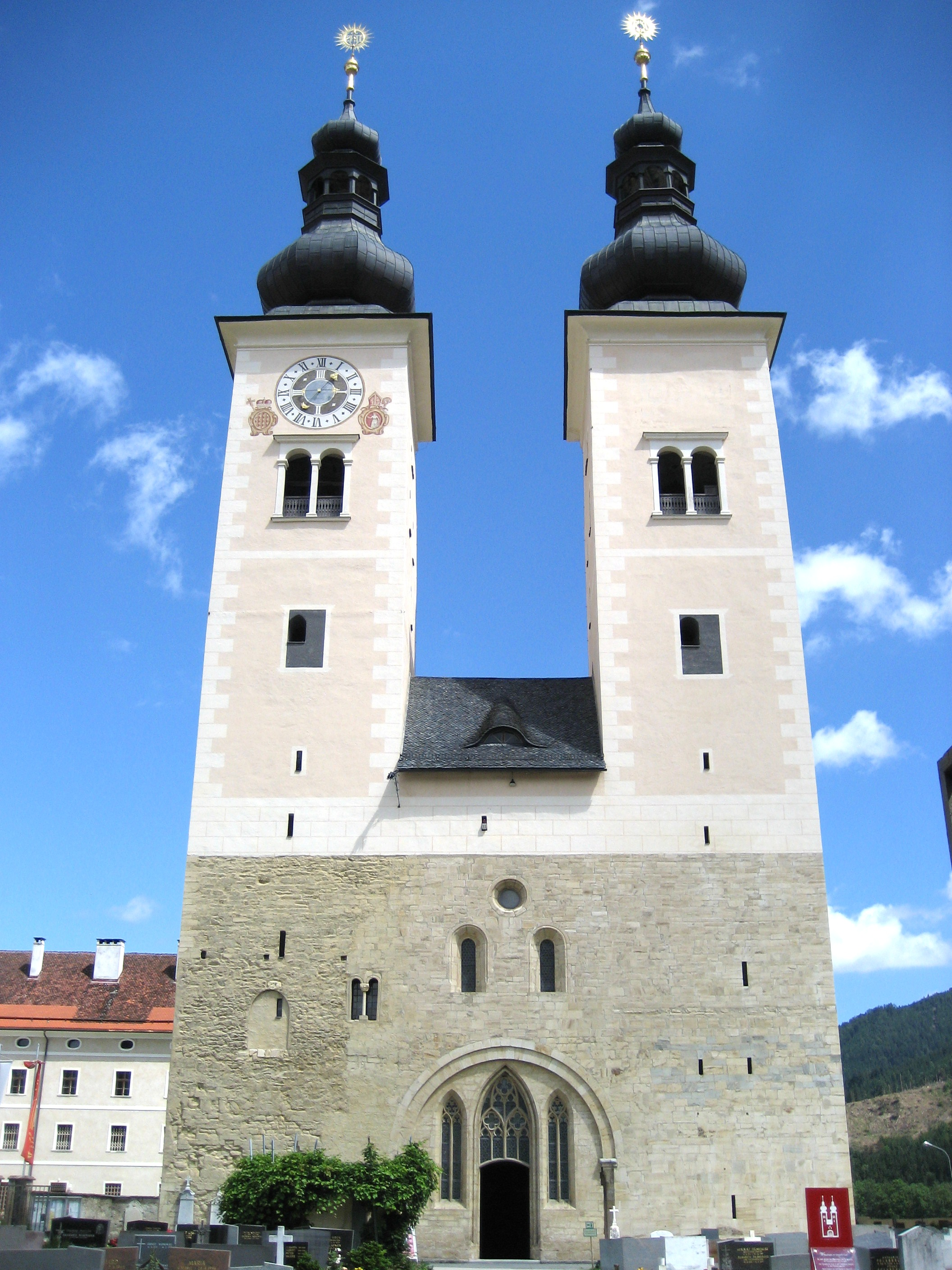
Dom zu Gurk

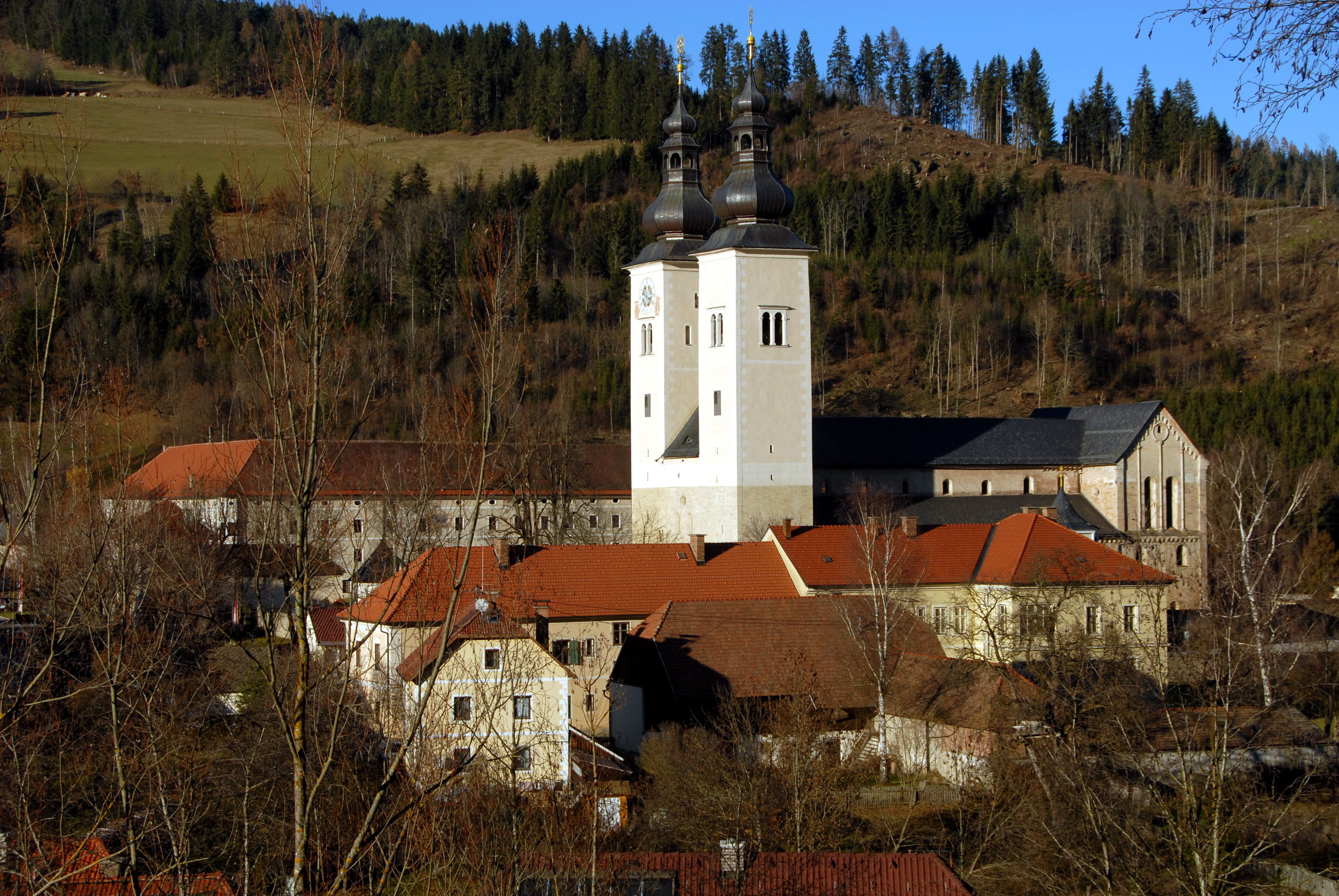
Ansicht von Südwesten

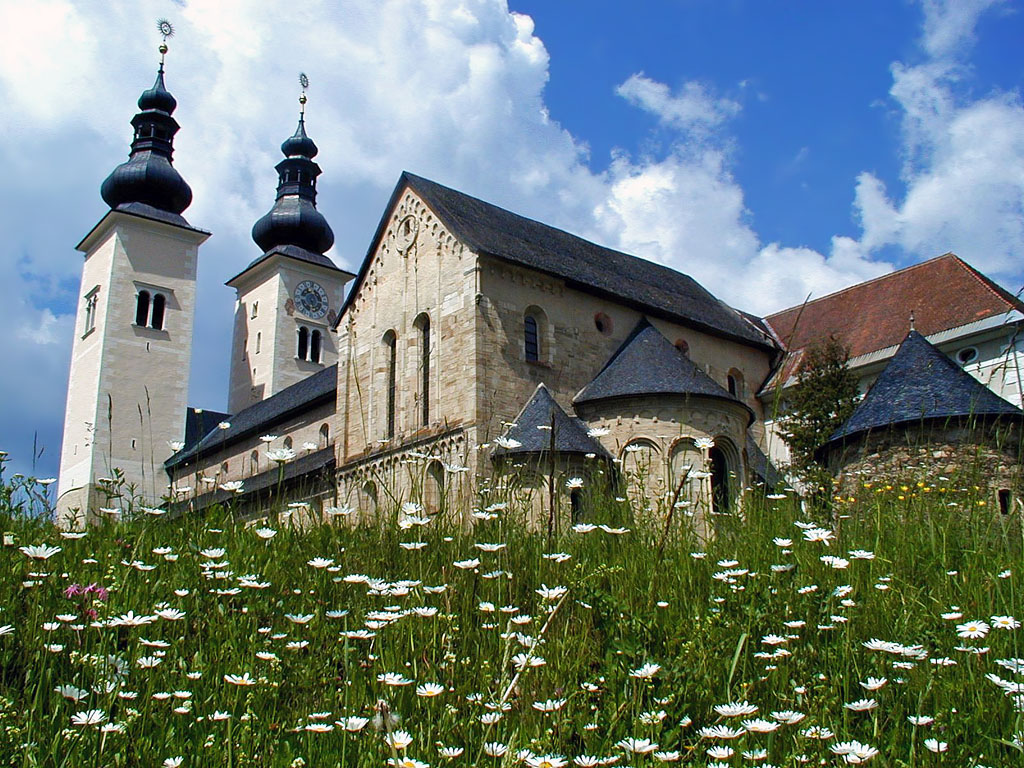
Dom zu Gurk

Der Dom zu Gurk steht in Gurk in Kärnten. Das Gebäude ist eine zwischen 1140 und 1200 im hochromanischen Stil erbaute Pfeilerbasilika, die dank der geringen baulichen Veränderungen zu den bedeutenden romanischen Bauwerken in Europa gehört. Die lang gestreckte Basilika hat eine doppeltürmige Westfassade, eine Empore, eine Krypta und drei Apsiden. Die mit 100 Säulen gestaltete Krypta ist der älteste Teil der Kirche. Im Jahr ihrer Weihe 1174 wurde das Grab der heiligen Hemma von Gurk dorthin verlegt.
Die heutige Pfarr- und ehemalige Domkirche Mariae Himmelfahrt liegt am Ostrand der Ortschaft Gurk auf einer niedrigen Terrasse unweit des Flusses Gurk. Im wenig bebauten mittleren Gurktal sind die imposanten 60 Meter hohen Doppeltürme des Doms schon von Weitem zu sehen.
Baulich schließt sich das Stift Gurk an den Dom an, das bis 1792 das Domkapitel und danach mit Unterbrechungen verschiedene Orden beherbergte.

## Baugeschichte

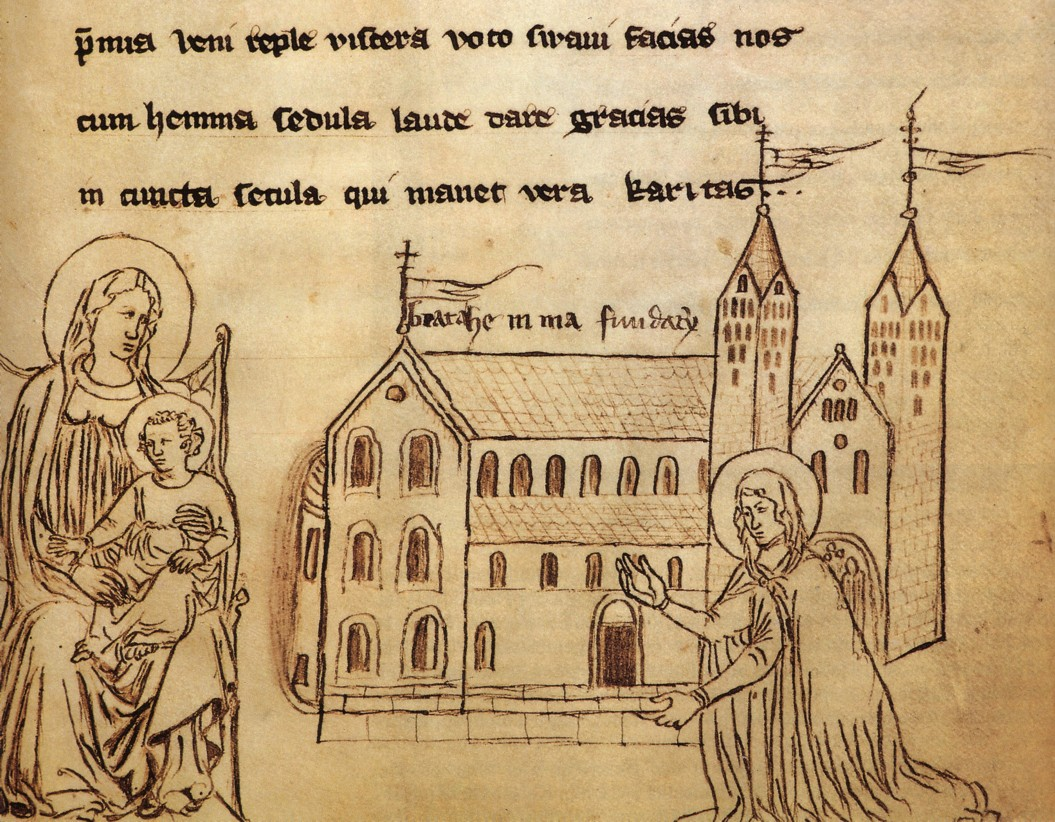
Hemma von Gurk widmet der Kirchenpatronin den Dom, 14. Jahrhundert

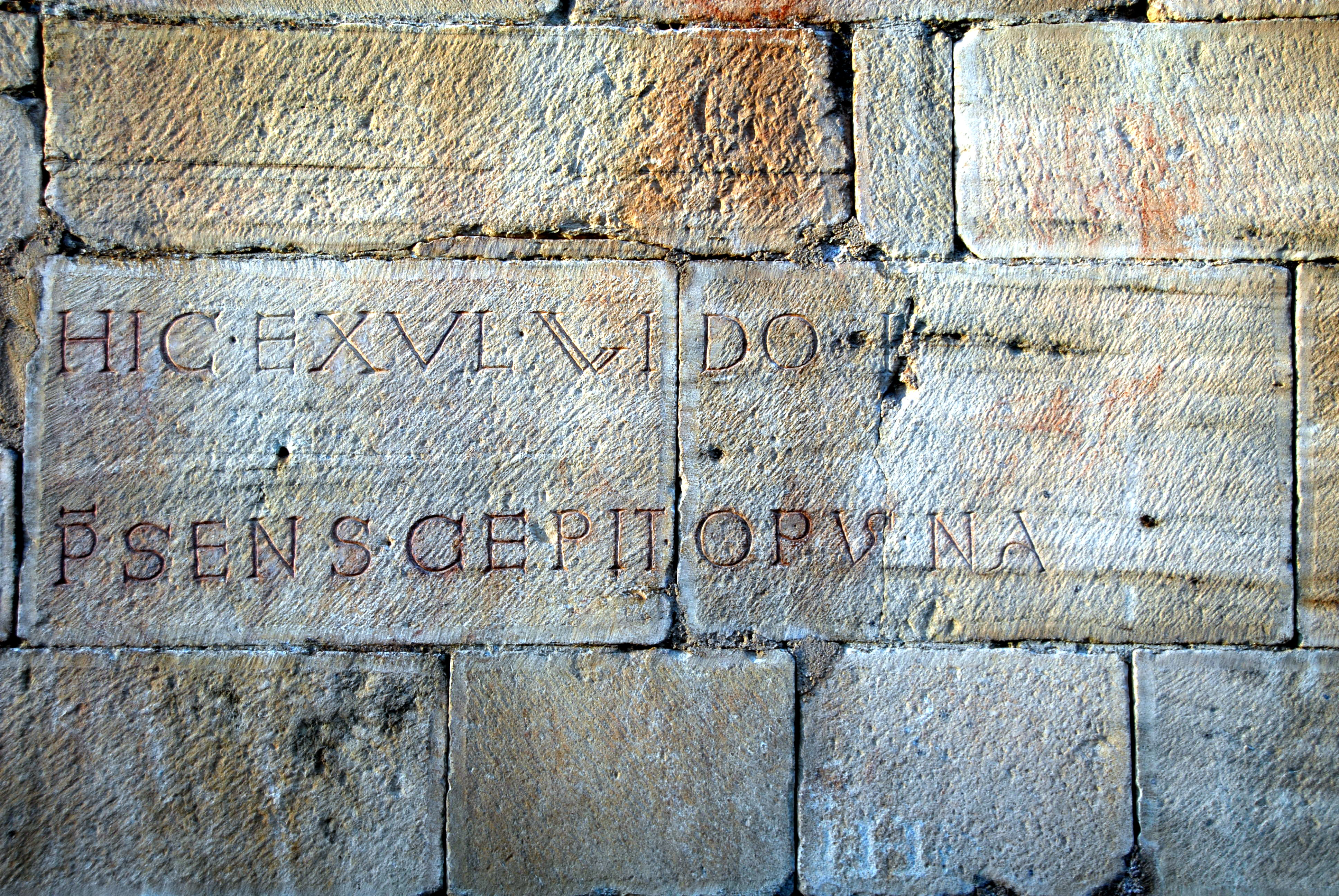
Hinweis auf den Baumeister WIDO des Doms zu Gurk?

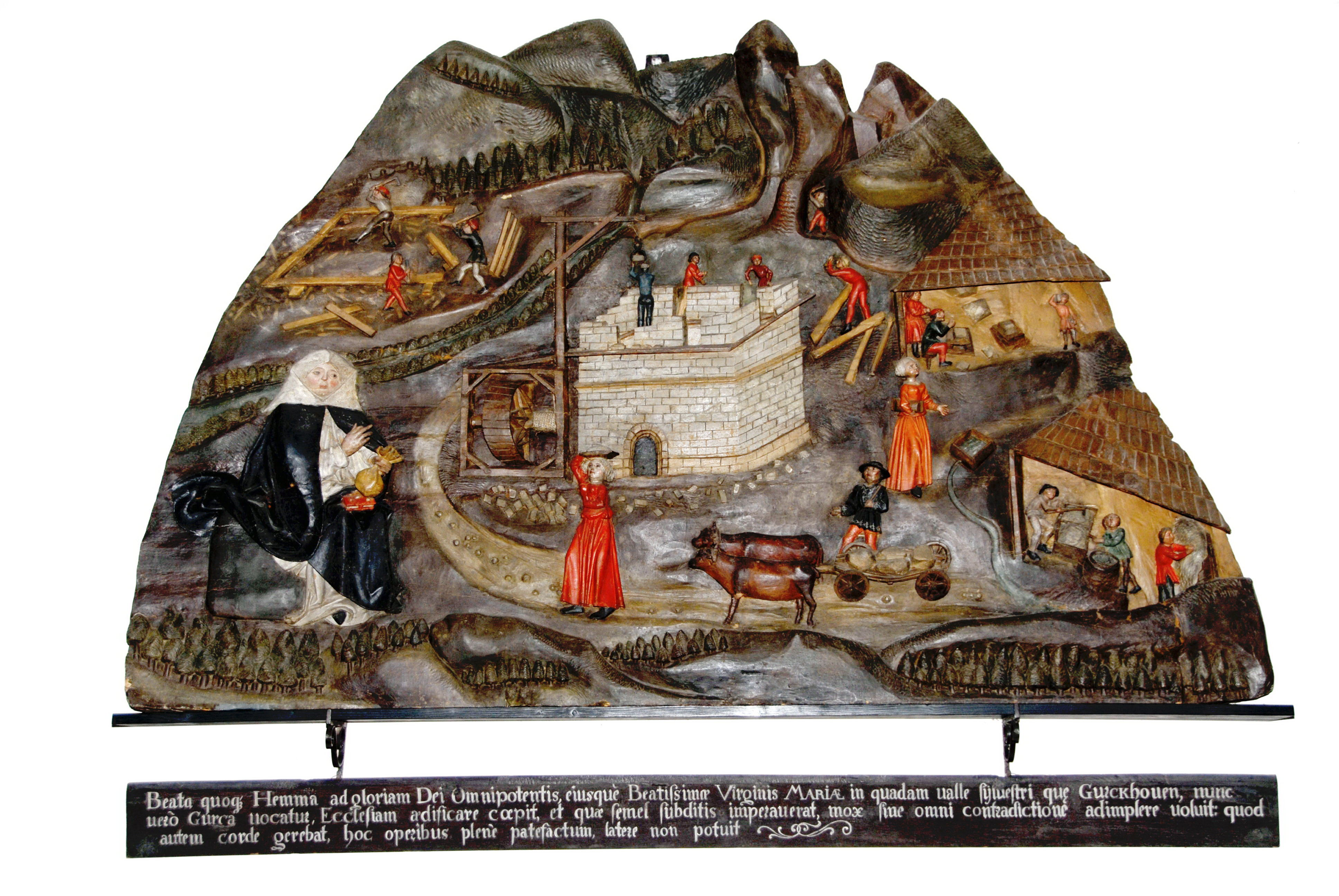
Hemma von Gurk überwacht den Kirchenbau zu Gurk, Holztafeldarstellung

In vorchristlicher Zeit stand an der Stelle des Doms ein Tempel der keltischen Pferdegöttin Epona. Ein Steinquader mit dem eingemeißelten Namen wurde in den südwestlichen Pfeiler des Mittelschiffs des Doms eingefügt. Für die Römerzeit wird ein römischer Kultbau vermutet. Bei Ausgrabungen fand man 1926 das Fragment eines Altars.
Der fränkische Kaiser Arnulf von Kärnten schenkte 898 dem schwäbischen Edlen Zwentibold, einem Vorfahren der Hemma von Gurk, Güter im Gurk- und Metnitztal, darunter einen Hof in Gurk. Diese Besitztümer erbte Hemma in der ersten Hälfte des 11. Jahrhunderts. Sie ließ in Gurk die Johanneskirche erbauen, für die sie 1043 beim Salzburger Erzbischof Baldwin Pfarrrechte erwirkte. Sie stiftete im selben Jahr ein Nonnenkloster mit eigener Marienkirche. Das Frauenkloster in Gurk wurde schon im Jahr 1070 aufgelöst, nachdem der Erzbischof Gebhard von Papst Alexander II. die Erlaubnis erhalten hatte, in Kärnten ein Bistum zu gründen. Der mit dem Kloster verbundene Besitz kam so in Salzburger Eigentum und 1072 gründete der Erzbischof das Suffraganbistum Gurk, ein Bistum ohne eigene Diözese und ohne Domkapitel. Als erster Bischof wurde Günther von Krappfeld geweiht.
Eine urkundliche Erwähnung von Gurk als Pfarre stammt aus dem Jahr 1162. Pfarrkirche war die von Hemma errichtete Johanneskirche. Sie bestand aus einem saalartigen Schiff, einem Chorquadrat und einer Rundapsis und hatte einen kleinen Dachreiter. Sie war von einem Friedhof mit Karner umgeben, der 1842 abgetragen wurde. Die Kirche wurde 1892 demoliert.
Der Bau der Domkirche begann um das Jahr 1140 unter Bischof Roman I. (1131–1167). Ob die ehemalige Klosterkirche an dieser Stelle gestanden hatte, ist nicht abschließend geklärt, wahrscheinlich lag sie westlich des Neubaus. Noch vor der Fertigstellung der Kirche ist die Übertragung des Grabes der heiligen Hemma in eine bereits bestehende Krypta für das Jahr 1174 belegt. Der Hochaltar der Bischofskirche wurde im Jahr 1200 geweiht. Dom und Stiftsgebäude wurden vor 1220 fertiggestellt.
Im 13. Jahrhundert beschädigten mehrere Brände die Kirche. Nach Wiederherstellungsarbeiten und Umbauten wurde der Dom 1287 neu geweiht. Um das Jahr 1446 wurde im Querhaus ein Netzrippengewölbe, um 1500 ein Sternrippengewölbe im Chor eingezogen. Ein erneuter Brand zerstörte 1525 die hölzernen Decken des Langhauses. An deren Stelle wurde 1563 ein Holzschindeldach eingebaut. 1591 wurde das Netzrippengewölbe im Mittelschiff fertiggestellt.
Unter Propst Vizdom (1617–1632) wurde das romanische Stiftsgebäude abgerissen, das Kapitelhaus erbaut sowie der Propsthof barock umgestaltet. Er ließ auch die barocken Altäre im Dom errichten. Die charakteristischen barocken Turmhelme erhielt der Dom 1678. Propst Otto Kochler plante eine tiefgreifende Umgestaltung des Domes. Er ließ das Hemmagrab in der Krypta umgestalten und den Kreuzaltar und die Kanzel errichten. 1744 wurde der Propst jedoch wegen der hohen Schulden, die seine Aufträge verursacht hatten, abgesetzt. Er arbeitete fortan als Tischler an der Ausgestaltung der Kirche mit.
1788 übersiedelte das Domkapitel nach Klagenfurt, die Domkirche wurde zur Pfarrkirche und Konkathedrale. Bei einem Brand 1808 wurden die Dächer und Teile der Bischofskapelle zerstört. 1850 „entdeckte“ der preußische Konservator Ferdinand von Quast den Dom und bewahrte ihn durch seine Publikationen davor, in Vergessenheit zu geraten. 1924 bis 1933 wurden umfangreiche Renovierungsarbeiten durchgeführt. Den Zweiten Weltkrieg überstand der Dom ohne Schaden. Lediglich sechs Glocken mussten für die Metallsammlungen abgeliefert werden. In den 1950er Jahren wurde die barocke Einrichtung renoviert, die stark von Anobien befallen war. 1960 wurde der Dom mit Steinplattln eingedeckt, 1988 und 1992 erfolgten weitere Restaurierungen, dabei wurde auch die historische Architekturpolychromie wiederhergestellt.

## Bauwerk

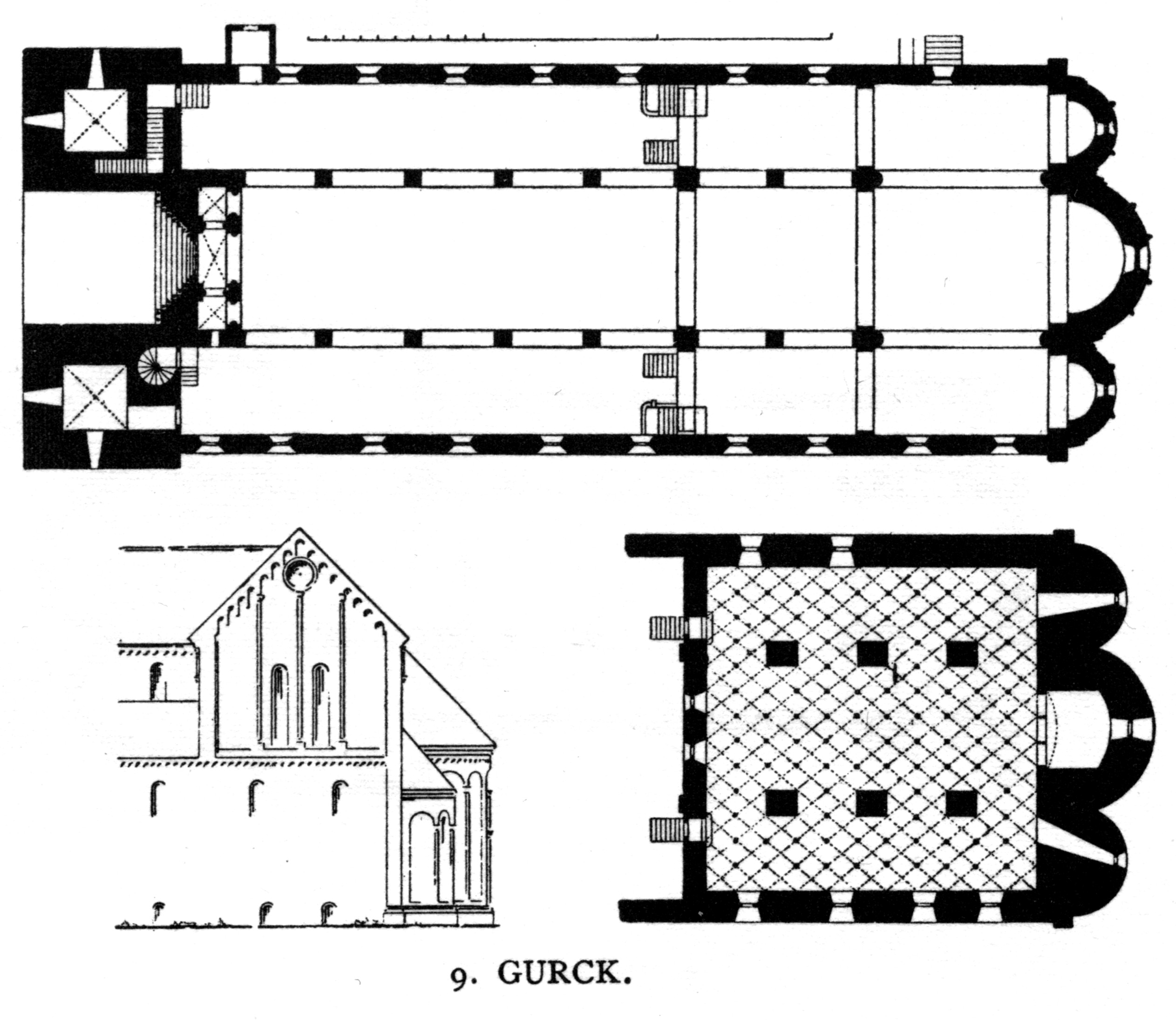
Grundriss Dom (oben) und Krypta (unten rechts)

Die Domkirche ist eine dreischiffige, fünfeinhalbjochige Pfeilerbasilika mit erhöhtem, zweijochigem Chorraum, einjochigem Querhaus und drei gleichfluchtenden Apsiden. Der westliche Teil des Gebäudes ist durch die beiden Türme geprägt, zwischen denen in der Empore über der inneren und äußeren Vorhalle die Bischofskapelle eingerichtet ist. Unterhalb von Chorraum und Querhaus liegt die Krypta. Die Stiftsgebäude (Kapiteltrakt und Propsthof) schließen sich nördlich an den Kirchenbau an.

### Außenbau

#### Türme

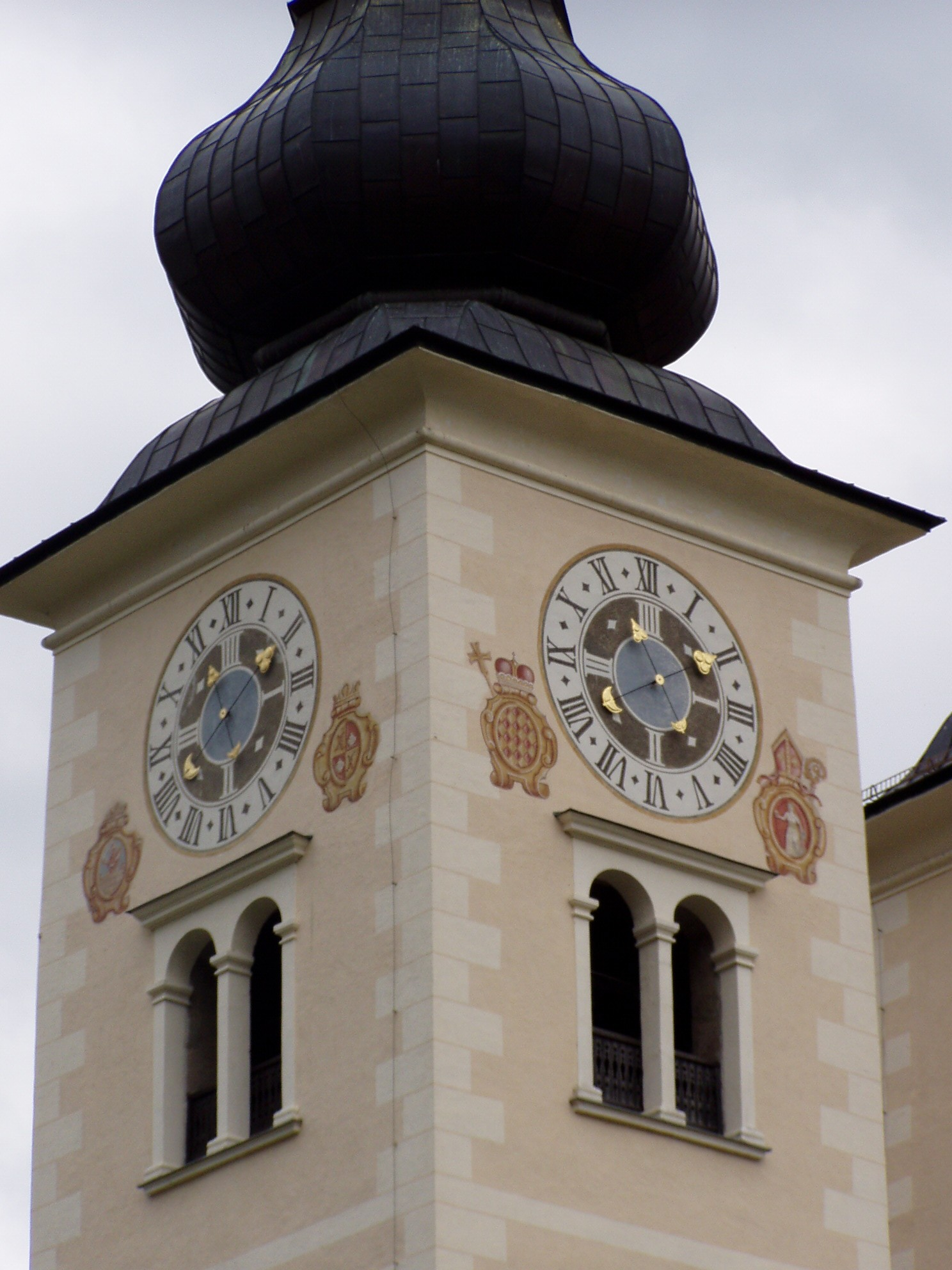
Nordturm

Die mächtigen Türme der Turmanlage im Westen des Steinquaderbaus sind 60 Meter hoch. Sie haben schmale romanische Rundbogenfenster, die zum Teil vermauert sind, und im vorletzten Obergeschoß große barocke Schallfenster. Die Zwiebelhelme mit Laternen sind stark eingezogen. Sie wurden 1678 erbaut und 1988 neu gedeckt. Am nördlichen Turm ist eine Turmuhr angebracht. Die Zifferblätter mit Wappen des Domstiftes und des Dompropstes Ferdinand von Litzlhofen (1789–1818) wurden nach dem Brand 1808 gemalt.

#### Hauptportal
Der Haupteingang im Westen zwischen den beiden Türmen war ursprünglich offen. Die Vorhalle des Domes wurde 1337/38 durch eine gotische Füllmauer nach außen abgeschlossen. Ein spitzbogiges Torgewände erstreckt sich über die gesamte Höhe der Vorhalle. Je ein schlankes Fenster zu beiden Seiten ist ebenfalls mit Maßwerkbahnen versehen. Seit 1931 sind an den Seiten des Portals auch wieder Reste des romanischen Bogengewändes (Säulen, Basen und Kapitelle) freigelegt. Das figural gestaltete Glas im Mittelfenster über dem Tor und in den Seitenfenstern stammt teilweise noch aus der Erbauungszeit des Portals. Im Mittelfenster sind – von oben nach unten – Gottvater, Sonne und Mond, die Symbole der Evangelisten, Maria mit dem Kind und der Schmerzensmann zu sehen. In den Seitenfenstern befinden sich die Bilder von zwölf Heiligen.
1988 wurde ein neues Tor aus Bronze, Edelstahl und Birnbaumholz von Tomas Hoke eingefügt. Das neue Tor fügt sich an die gotische Fassadenstruktur an. Das vertikale Stabwerk des Maßwerkes setzt sich in den rostfreien Stahlprofilen des Portals fort. Das vierteilige Tor kann ganz oder auch nur teilweise zweiflügelig geöffnet werden.
Über dem Hauptportal sind von außen die beiden Rundbogenfenster und das Rundfenster der über der Vorhalle gelegenen Bischofskapelle zu sehen.

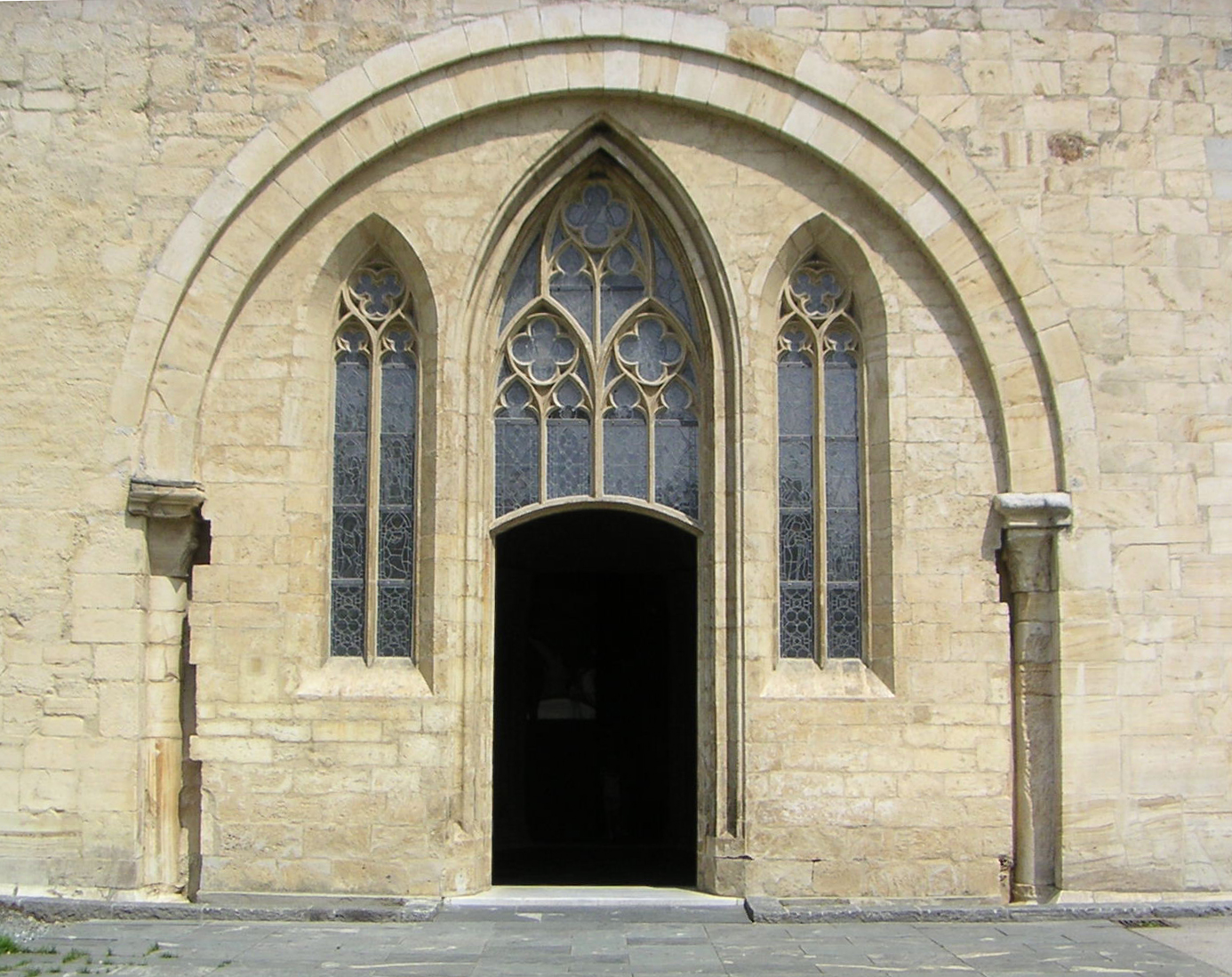
Das Hauptportal
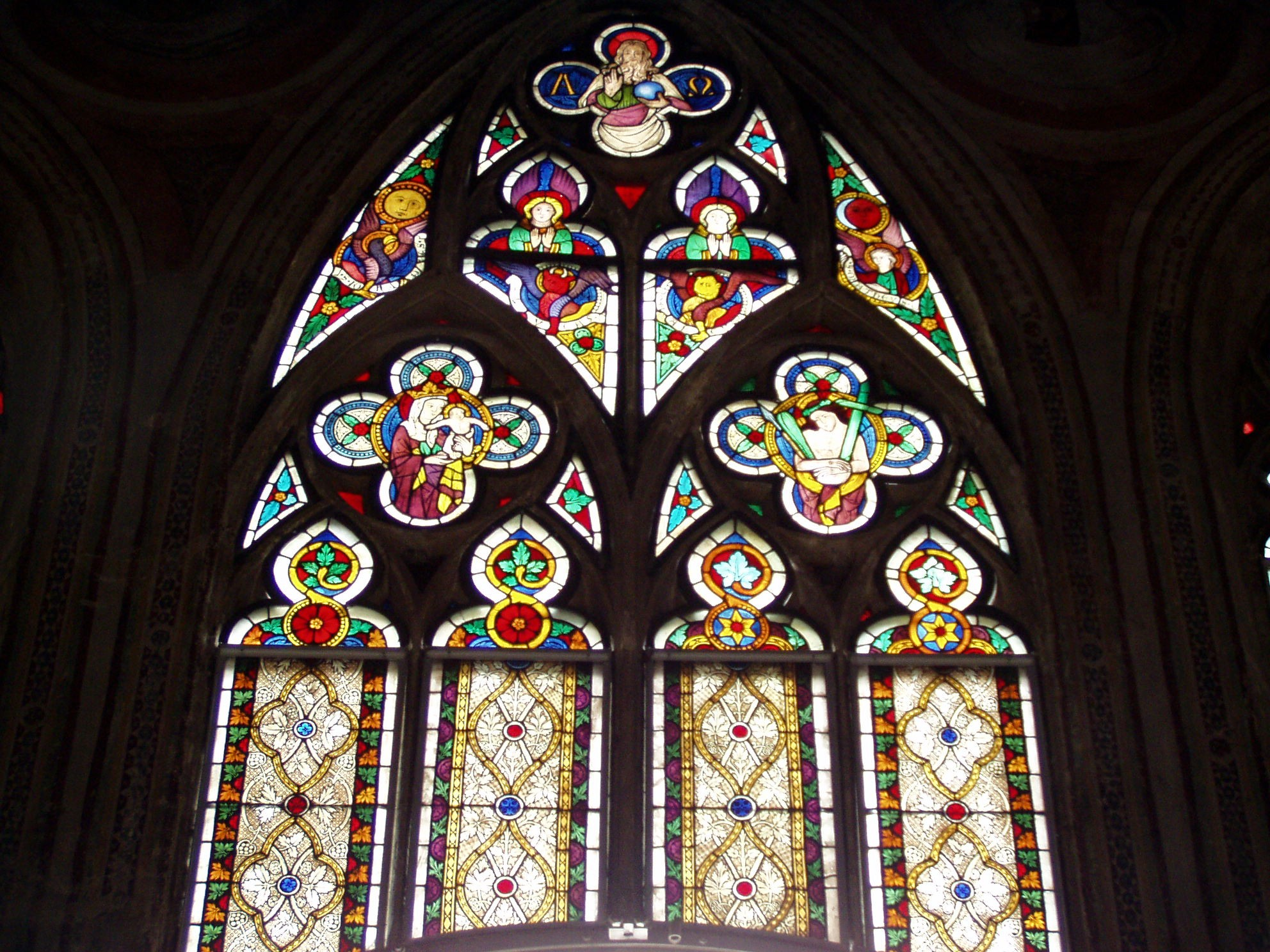
Glasfenster des Hauptportals

#### Längsseiten

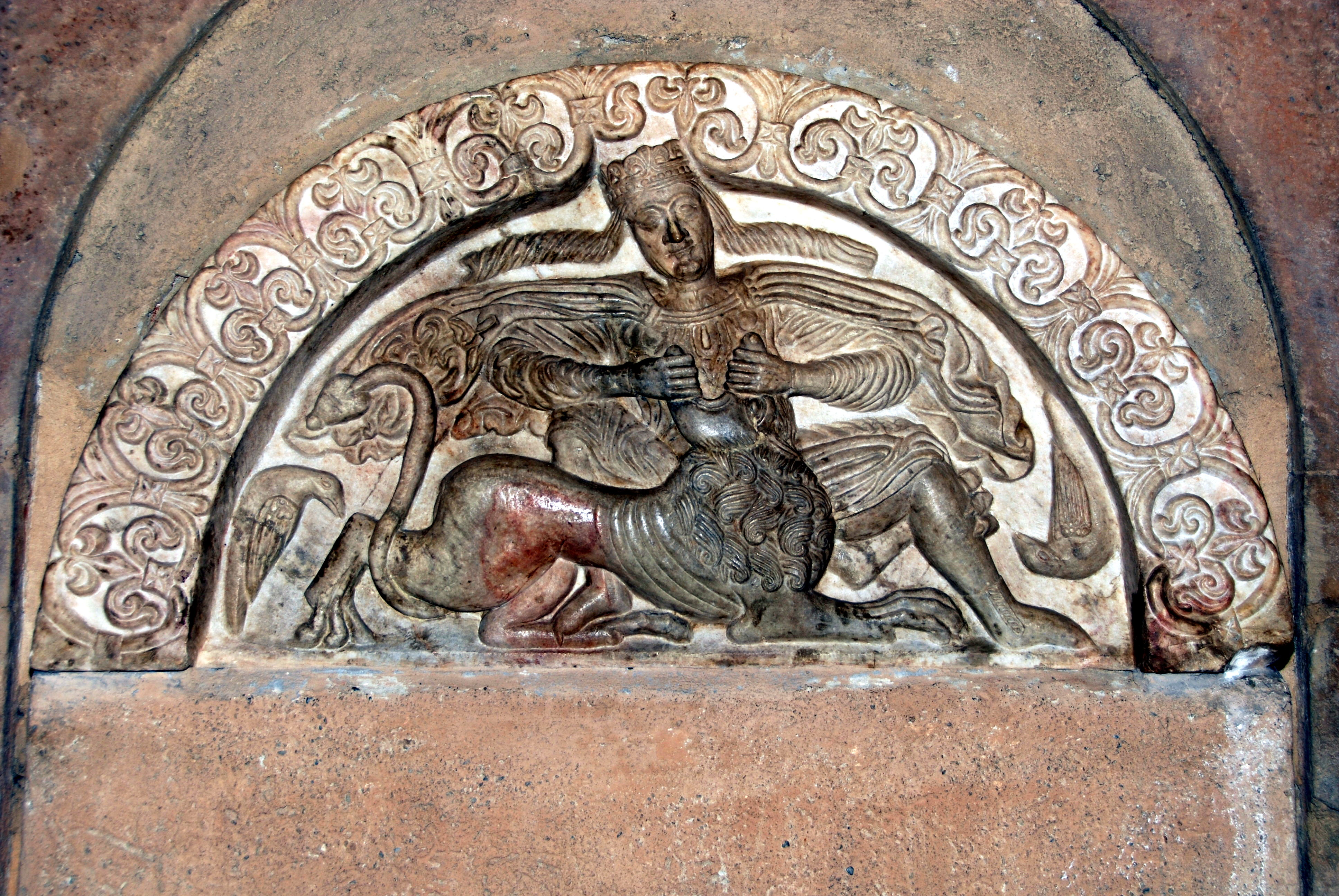
Samson-Tympanon im Gurker Dom

Die Außenwände der Seitenschiffe springen leicht hinter die Türme zurück. Anhand der größeren, verschieden getönten Steinquader sind deutlich zwei Bauphasen (Bauzäsur 1179/80 und Planwechsel) erkennbar, ebenso wie an den hoch angesetzten Fenstern: Nach zwei Fenstern auf der westlichen Seite ist eine senkrechte Baunaht zu sehen, die übrigen Fenster sind größer und folgen in größeren Abständen aufeinander.
Das Mittelschiff hat ein Satteldach, die beiden Seitenschiffe haben Pultdächer. Wie Querhaus und Apsiden sind sie mit schwarzen Steinplatten gedeckt.

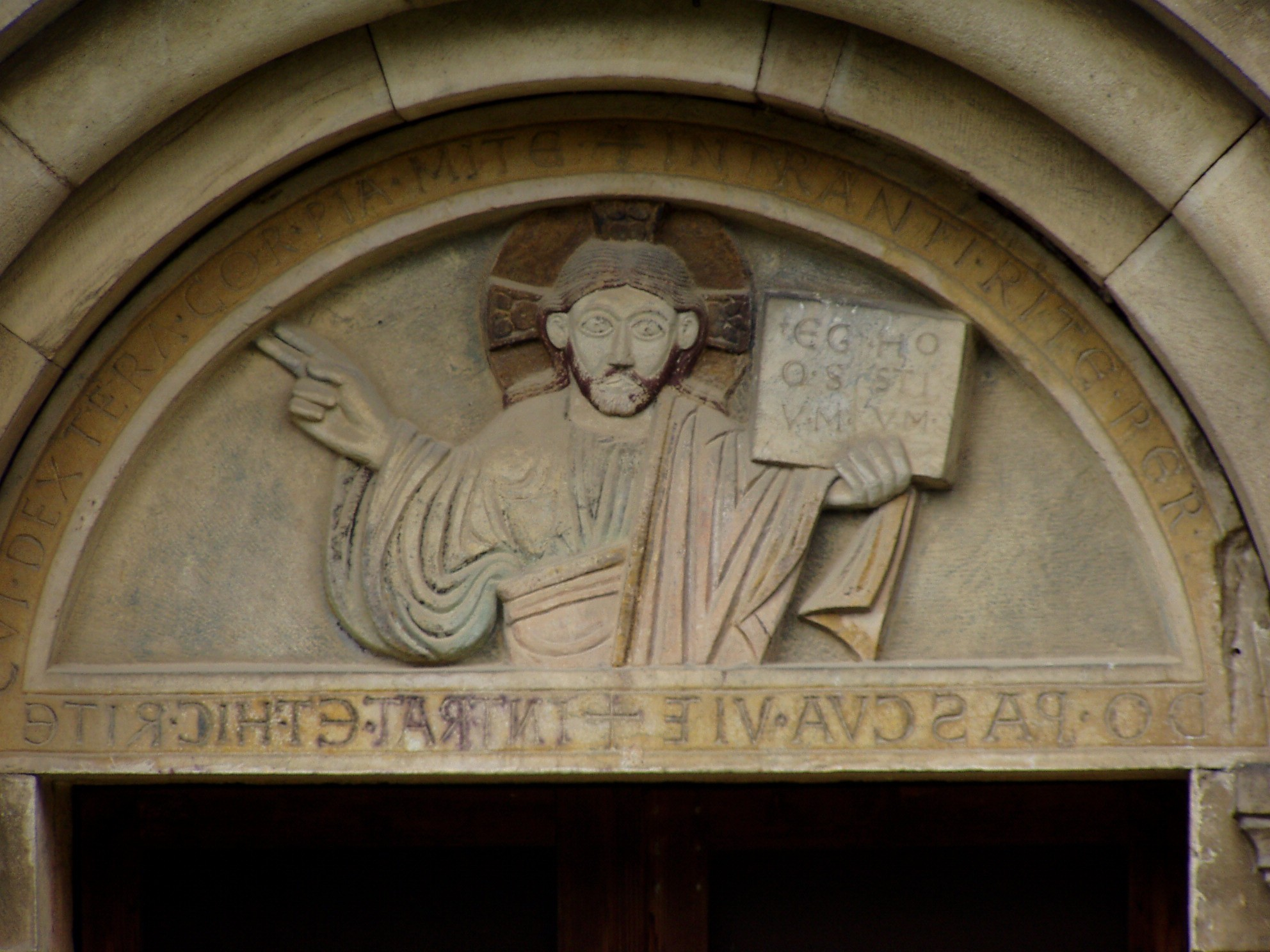
Tympanon des Südportals

Die südliche Seitenschiffwand hat einen profilierten Sockel und unter dem Dach einen Rundbogenfries. Das Südportal stammt aus der ersten Bauphase (1140/50), ist aber mit dreifach abgetreppten Wangen, flachen Basen und einfachen Kämpferprofilen in einem selbst für diese Zeit altertümlichen Stil ausgeführt. Das Tympanon zeigt als Relief die Halbfigur des segnenden Christus mit einem aufgeschlagenen Buch: „Ego sum hostium“ (Ich bin die Tür. Johannes 10,9). Die Umschrift des Tympanons lautet in der Übersetzung: „Dem, der richtig durch mich eintritt, dem schenke ich die Weide des Lebens; der aber tritt richtig ein, dessen Hand gnädig und dessen Herz sanft ist.“ An der Unterseite verläuft die Inschrift mit seitenverkehrten Buchstaben von rechts nach links. Das Seitenschiff wird oben durch einen Rundbogenfries abgeschlossen. Der Fries des Hauptschiffes ist großteils nicht erhalten.
Die Außenwand des Querhauses tritt nicht über die Seitenschiffwand vor, da das Querhaus vermutlich erst nachträglich geplant wurde. Der Rundbogenfries des Seitenschiffes zieht sich in gleicher Höhe am Querhaus weiter, dort durch Palmetten und Flechtwerkdekor zusätzlich verziert. Auch die zwei Rundbogenfenster darunter gleichen denen des Seitenschiffs. Über dem Fries befinden sich zwei hohe schlanke Rundbogenfenster. Die Fassade ist durch drei hohe Rundstäbe mit Würfelkapitellen und attischen Basen gegliedert. Der mittlere hat als oberen Abschluss einen Ring. Der Eindruck wird durch später gebrochene Fenster beeinträchtigt. Den oberen Rand des Giebels bildet ein weiterer Rundbogenfries.
Die Nordseite ist wesentlich einfacher gehalten, da sich dort ursprünglich der Kreuzgang und das Domstiftsgebäude angeschlossen hatte, das 1637 abgetragen wurde. Das ehemalige Portal zum Kreuzgang ist vermauert. Ein kleiner Vorbau (1775) nahe dem Turm diente früher als Kapiteltor, heute sind dort die Hemmareliquien ausgestellt. Die Seitenschiffwand enthält Reste einer Wandmalerei aus der ersten Hälfte des 13. Jahrhunderts, die einst den Kreuzgang zierten. Im Mauerwerk sind etliche Fragmente römerzeitlicher Reliefs und Inschriften erhalten. Die Nordseite ist wie die Türme ab der Höhe des Hauptschiffdaches verputzt und in der Farbe des Kalksteins gefärbt. Der übrige Bau zeigt den unverputzten marmorähnlichen, durch seine Eisenhaltigkeit leicht rötlichen Kalkstein.

#### Ostseite
Die drei Apsiden an der Ostseite schließen in einer Front an die Querhauswand an. Über den Seitenapsiden befindet sich je ein Rundbogenfenster, die Seite über der Hauptapsis enthält zwei kleine Rundfenster.
Die Apsiden sind durch eine profilierte Sockelzone, Lisenen mit Halbsäulen mit reichen Kapitellen und durch zweistufige Blendarkaden gegliedert. In jeder Apsis gibt es ein Rundbogenfenster, das der Hauptapsis ist größer, so breit wie ein Blendbogen, und sechsfach abgestuft. Über diesem Fenster befindet sich eine von nur zwei figuralen Bauplastiken an der Domaußenseite: Das hochromanische (um 1175) Relief zeigt einen Löwen, der gegen einen Basilisken kämpft, ein Sinnbild für den Kampf des Guten gegen das Böse. Die Hauptapsis hat als oberen Abschluss einen Bogenfries, darüber ein Zierband und ein Schachbrettmuster. Die Seitenapsiden sind nur halb so breit wie die Hauptapsis, wesentlich niedriger und weniger reich ausgestaltet.

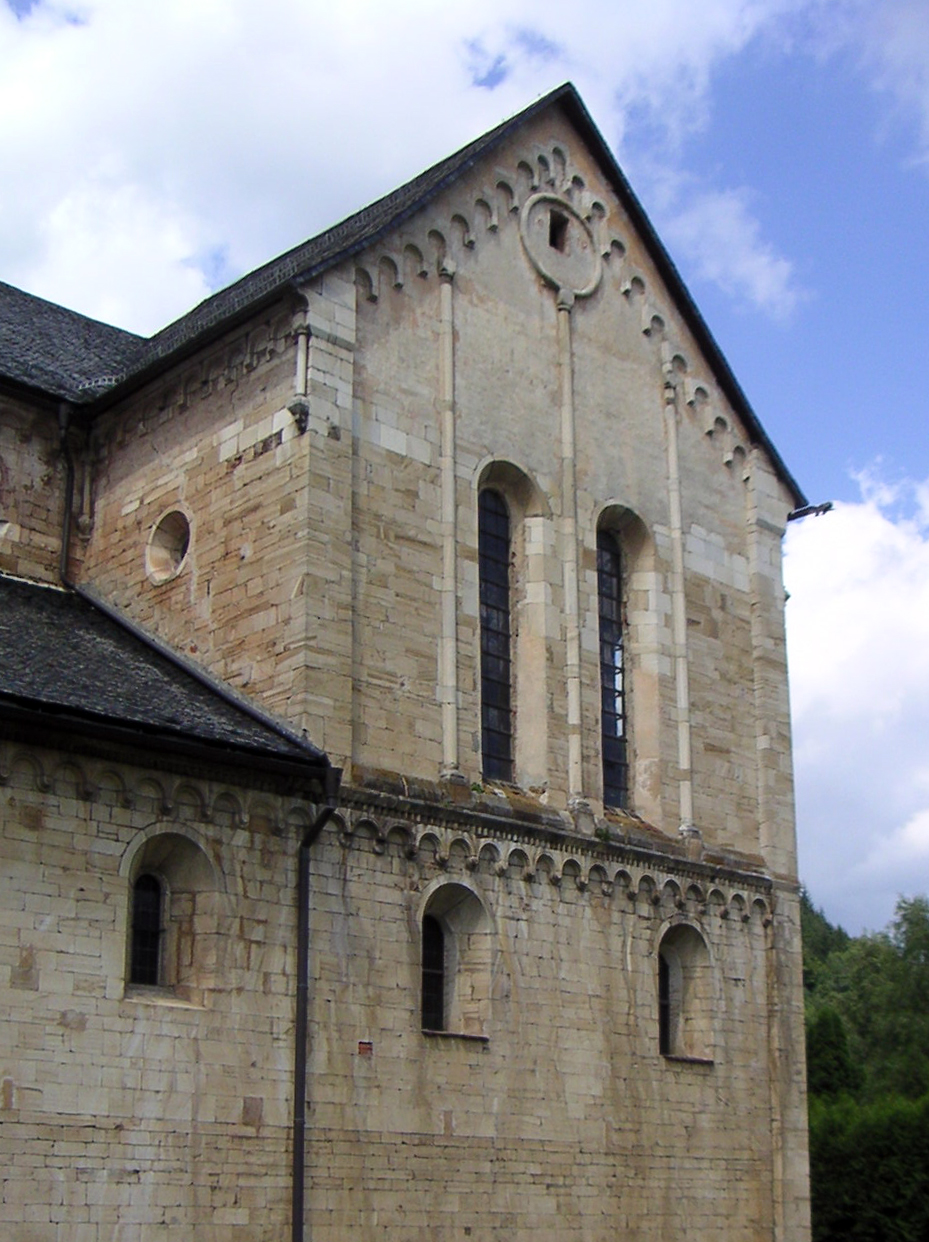
Fassade Querhaus Südseite
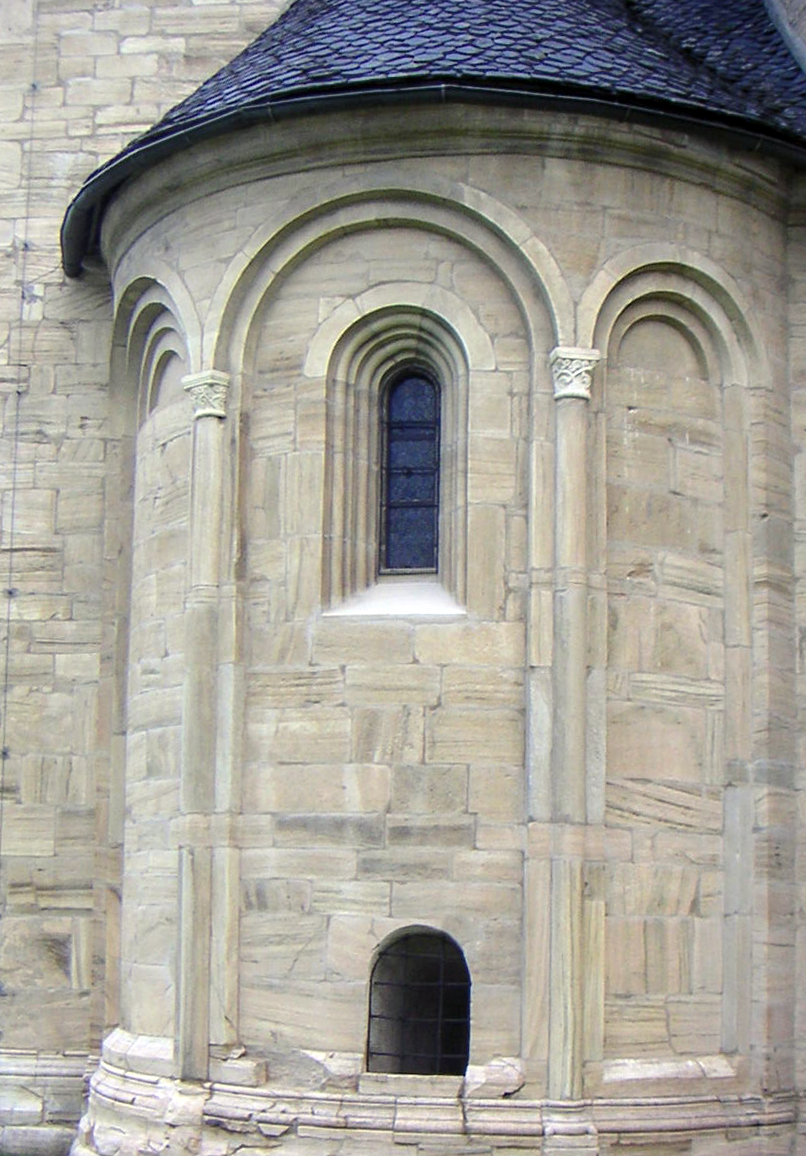
Südliche Seitenapsis

### Inneres

#### Äußere Vorhalle
Durch das Hauptportal gelangt man in die äußere Vorhalle, einen großen, fast quadratischen Raum mit Tonnengewölbe. Sie ist fast vollständig mit Wandmalereien aus der Zeit um 1340 bedeckt. Die Seitenwände zeigen je vier Bilderreihen mit Bibelszenen in Form einer Armenbibel. Die untersten Reihen sind jedoch teilweise zerstört. In der Nordwand sind Szenen aus dem Alten Testament dargestellt, die Süd- und ein Teil der Westwand zeigen in 26 Bildern Szenen aus dem Neuen Testament. Das Gewölbe ist als Sternenhimmel gestaltet, in der Mitte befindet sich ein Lamm Gottes.

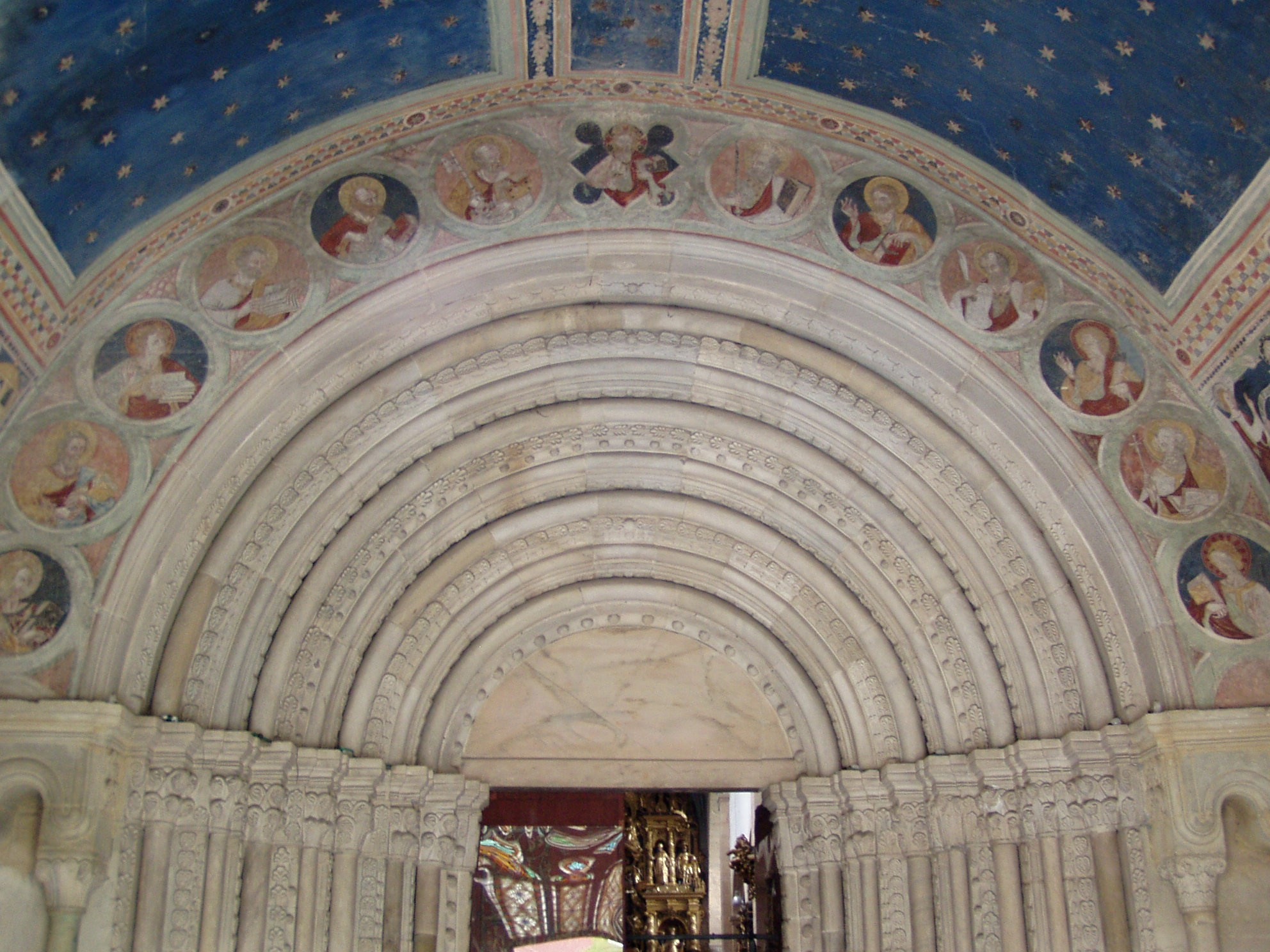
Westportal

Das Westportal ist ein Trichterportal (um 1200). Mit fünfeinhalb Metern Breite und sieben Metern Höhe nimmt es fast die gesamte Ostwand der Vorhalle ein. Durch seine geschützte Lage ist es eines der besterhaltenen romanischen Portale Österreichs. Das Portal ist siebenstufig, Gewände und Archivolten sind mit einfachen Ornamenten verziert. Das Tympanon ist glatt, es enthielt wohl früher ein Fresko, das Portalgewände war ursprünglich farbig gestaltet (letzte Farbreste wurden 1912 entfernt). Über dem Portalbogen sind Medaillons mit den Brustbildern Christi und der Apostel (um 1340) eingelassen.
An der Tür des Westportals sind die Reste von hölzernen Reliefs aus dem frühen 13. Jahrhundert erhalten. Es ist ein geschnitztes, farbig gefasstes Rankenwerk. Der linke Türflügel zeigt Christus, von den vier Evangelisten umgeben, sowie Engel, Propheten oder Apostel. Oben befinden sich drei (von ursprünglich wohl sieben) Tauben, Symbole für die sieben Gaben des Heiligen Geistes. Der rechte Türflügel zeigt Szenen aus dem Leben Jesu, denen typologisch entsprechende Szenen aus dem Alten Testament gegenübergestellt sind.

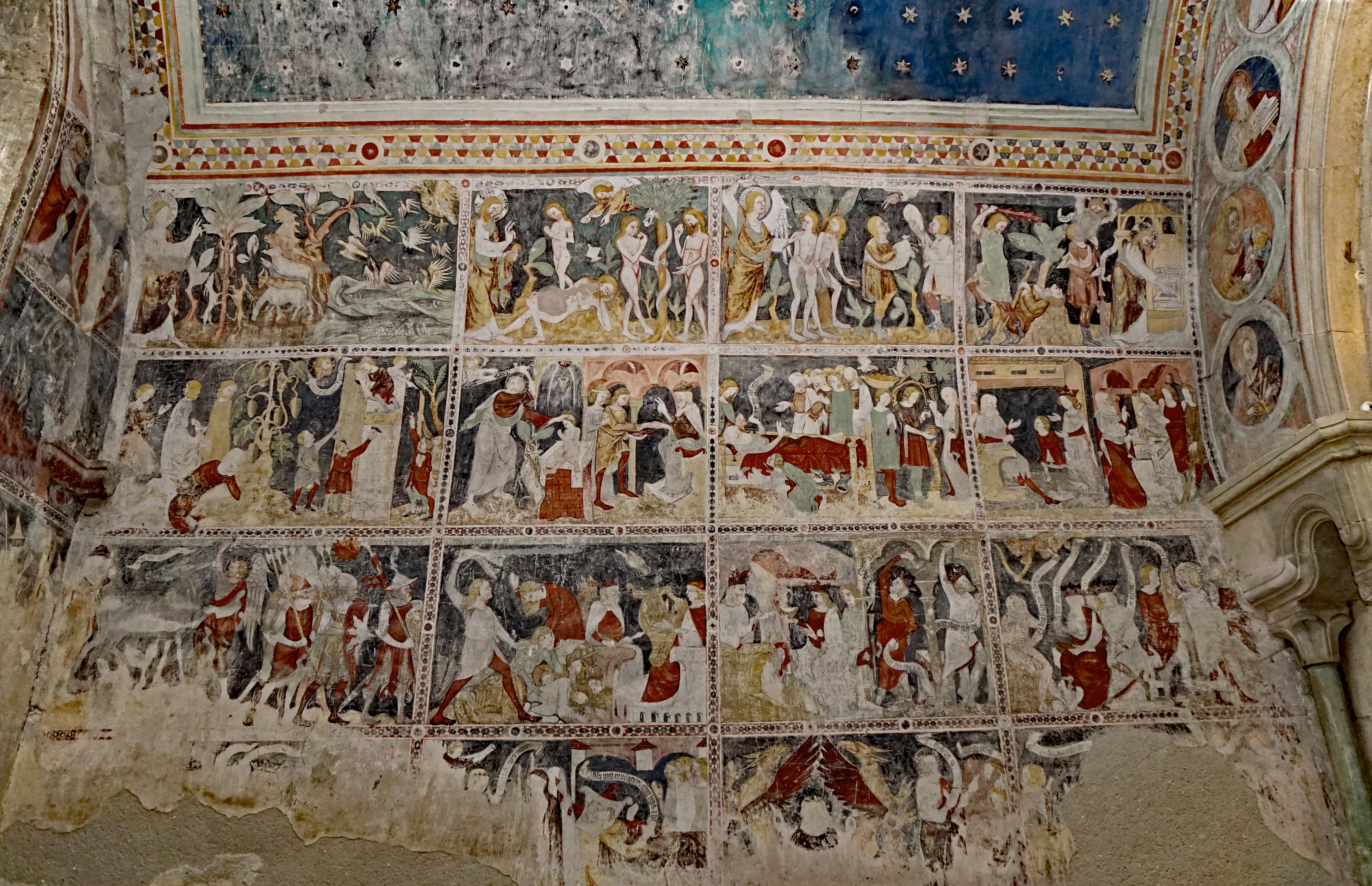
Fresken der nördlichen Vorhallenwand
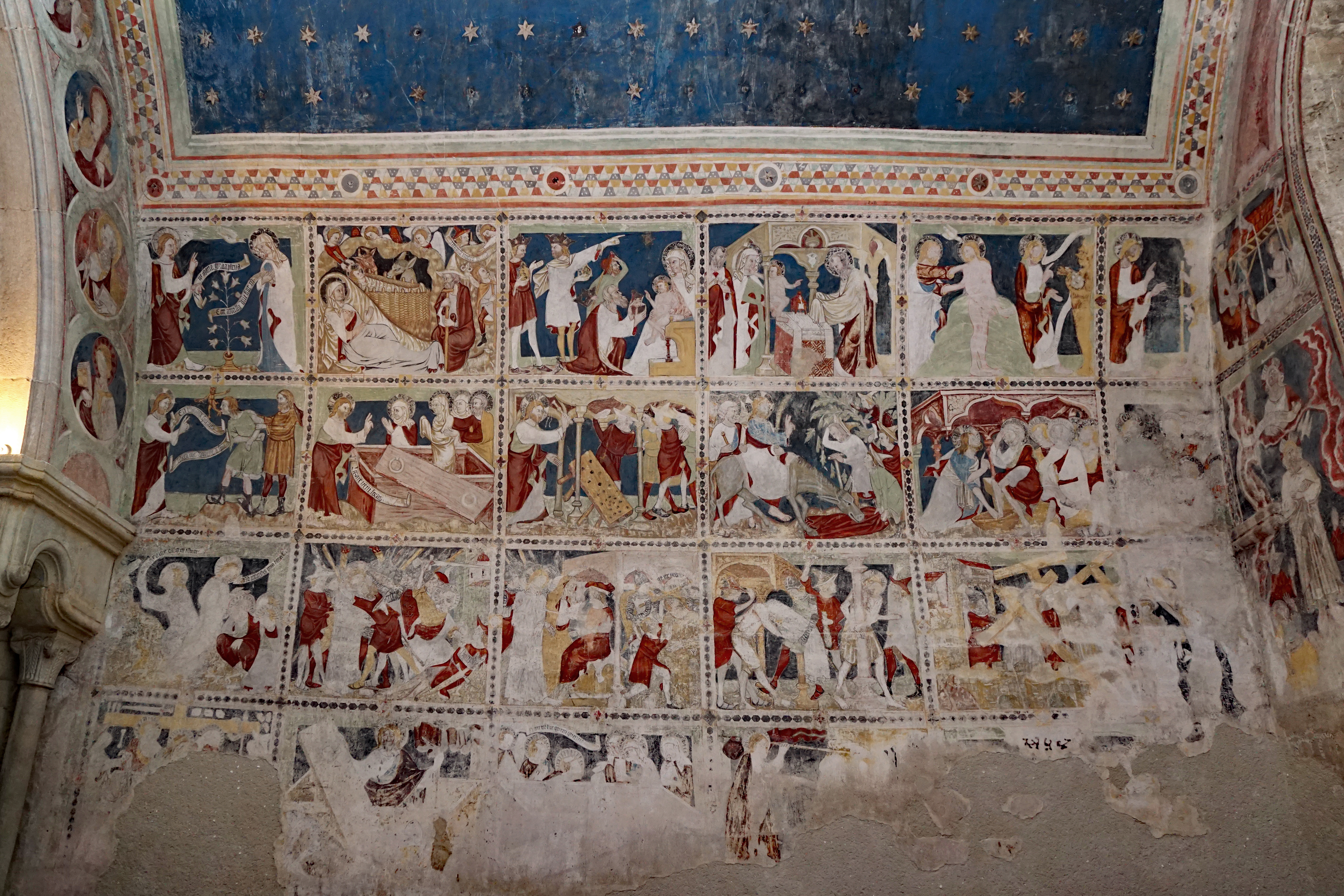
Fresken der südlichen Vorhallenwand

#### Innere Vorhalle
Eine Besonderheit des Gurker Domes ist die innere Vorhalle aus dem frühen 13. Jahrhundert. Sie schließt an das Westportal an und ragt drei Meter in das Mittelschiff hinein. Gegen die Seitenschiffe ist sie durch Wangenmauern abgegrenzt. Die Vorhalle dient als Stütze der über ihr gelegenen Bischofskapelle, die länger als die äußere Vorhalle ist. Den Pfeilern sind Halbsäulen mit verschiedenartigen Kapitellen vorgestellt. Über den Pfeilern erheben sich arkadenartige Halbbögen, die der Vorhalle die Wirkung eines Triumphbogens verleihen.

#### Langhaus

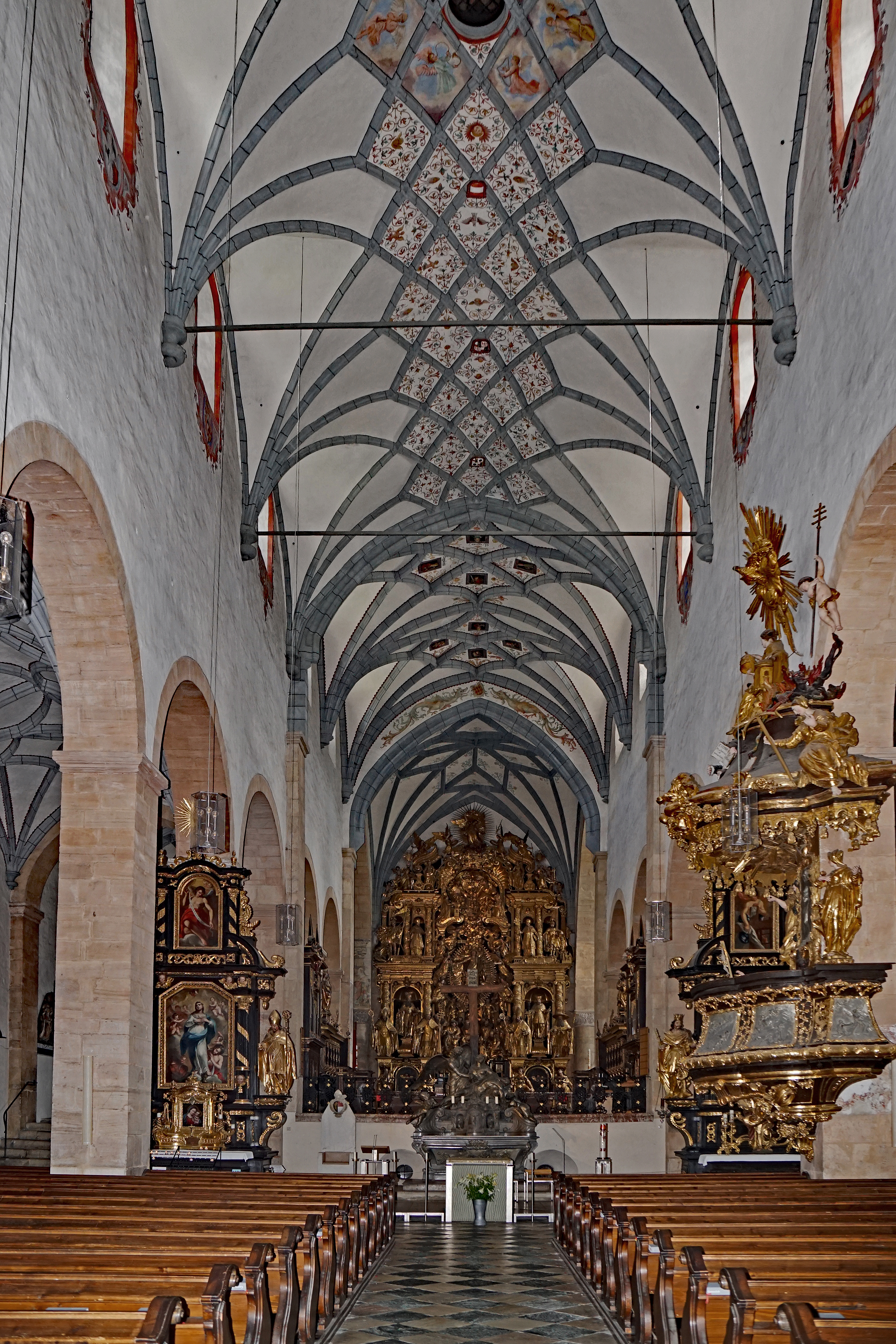
Innenansicht

Das Langhaus ist fünfeinhalbjochig. Das Mittelschiff hat schlanke, quadratische Pfeiler unter Rundbogenarkaden. Die Mittelschifffenster lassen erkennen, wo einst die romanische Flachdecke ansetzte. Die Fenster besitzen gemalte Rahmen mit Wappenschilden. Das Mittelschiff wurde als letzter Domteil eingewölbt. Das Tonnengewölbe schufen 1591 Baumeister Leonhard Uttner aus Passau und Steinmetz Philipp Wernerscon aus Klagenfurt. Stichkappen und Netzrippen passen sich in ihren gotisierenden Formen den älteren Gewölben des Doms an. Die Gewölbemalereien und die Schweifgrotesken stammen von Meister Kräußl aus St. Veit/Glan, ebenso der Wappenschild (Propst Grimming, bezeichnet 1591) und ein Mann im Kreis (Kräußl) über der Orgelempore. Das Heiliggeistloch ist von Fresken mit schwebenden Engeln und Engelsköpfen umgeben.
Die Seitenschiffe wurden 1525 mit einem Netzrippengewölbe versehen. Im südlichen Seitenschiff an der Stirnwand ist der Zugang zur Bischofskapelle, darüber beleuchten zwei Stirnfenster die Stiege, links davon ist der Zugang zum Turm. In der nördlichen Stirnwand ist der Zugang zum Nordturm.

#### Chor
Der Chorraum ist zweijochig und wie das anschließende Querhaus gegenüber dem Langhaus wegen der darunterliegenden Krypta um 1,75 Meter erhöht. Die Kirche ist in eine Unterkirche und eine Oberkirche geteilt. An den Außenseiten der Seitenschiffe führen Treppen in den Chor und innen anschließend zur Krypta hinab. Die Pfeiler des Chors bilden ein Quadrat, die Eckpfeiler sind durch rechteckige Vorlagen verstärkt. Das Sternrippengewölbe des Chorquadrats mit dem Wappen von Propst Wilhelm Welzer von Eberstein schuf Meister Hans im Jahr 1500. Acht bemalte Steinreliefs zeigen die Büsten von weiblichen Heiligen (Maria, Dorothea, Margaretha, Barbara, Katharina, Ursula, Agnes und Apollonia), die Zwickel sind mit Rankenmalereien dekoriert. Die Seitenschiffe wurden zwischen 1526 und 1549 eingewölbt, das südliche mit Sechsecksternen, das nördliche mit Netzrippen, jedes mit drei Terracottareliefs von Heiligen.

#### Querhaus
Das Querhaus ist einjochig und gleich breit wie Langhaus und Chor. Die Vierung ist fast quadratisch, den Pfeilern sind Halbsäulen mit verschiedenartigen Kapitellen vorgelegt: die westlichen zeigen geometrische Palmettenornamente (vor 1200), die östlichen naturalistische Ranken, Tiere und Köpfe (frühes 13. Jahrhundert). Das Gewölbe von 1450 über der Vierung in Form eines großen achtstrahligen Sternes auf Konsolen ist das älteste der Kirche. Die Rankenmalerei des Gewölbes aus dem 16. Jahrhundert wird Anton Blumenthal zugeschrieben.

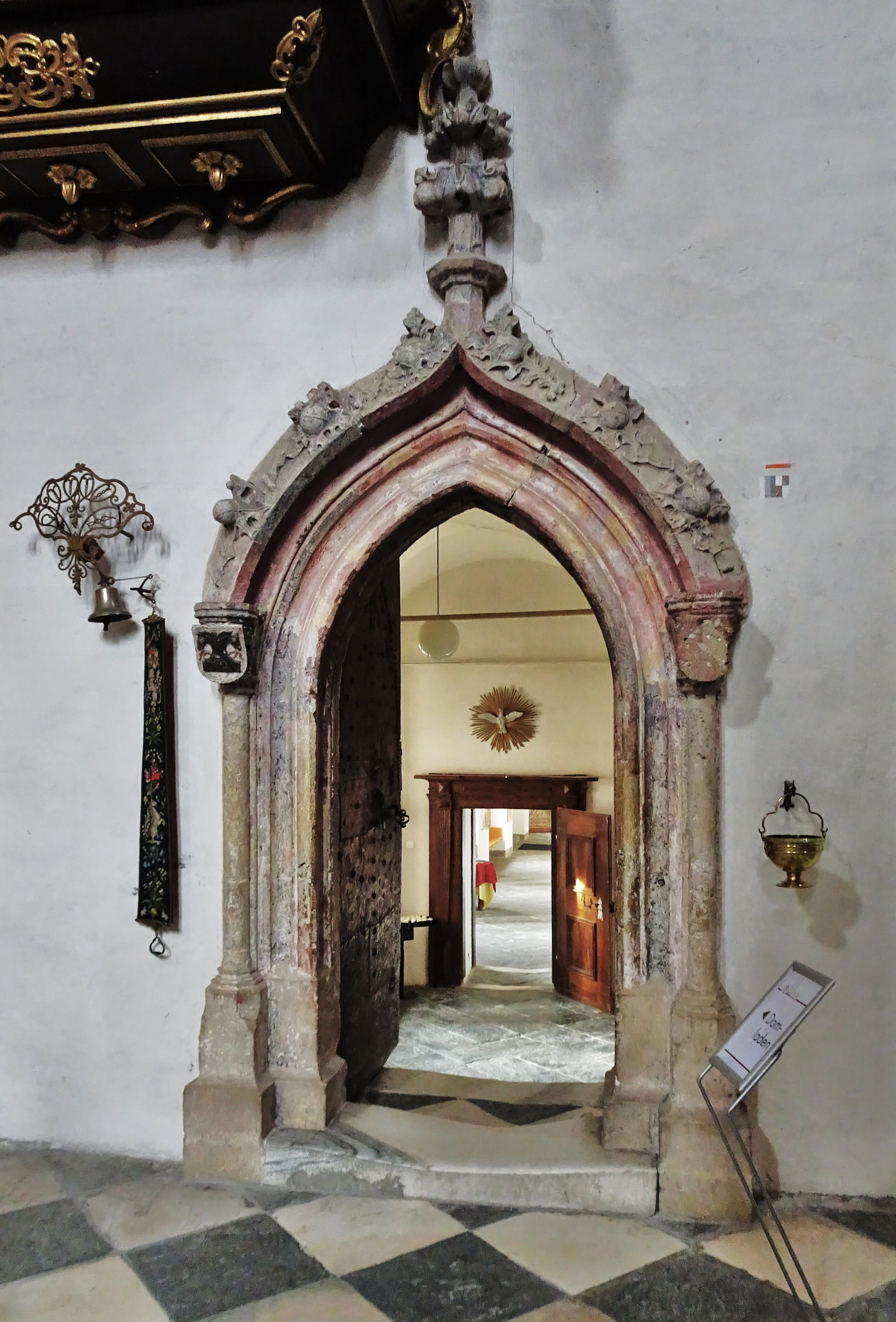
Das Sakristeiportal

An der nördlichen Wand befindet sich das Sakristeiportal (um 1450) mit profiliertem Gewände und Kielbogen mit Krabben und Kreuzblume sowie seitlich vorgestellten Halbsäulen. Rechts über dem Portal befindet sich ein kleines Rundbogenfenster, links davon ein in schwarz-gold gehaltenes Oratorium, das 1678 unter Propst Gösel von Thurn durch Sießenbacher und Seitlinger errichtet wurde. Es ist ein dreiteiliger, kastenförmiger Vorbau mit Butzenscheiben. Darüber sind an der Wand die Ansatzstellen der ehemaligen Querhausempore zu sehen. Rechts vom Portal ist ein Marmorepitaph für Bischof Polykarp Graf Khuenburg († 1675) angebracht und ein riesiges Fresko zeigt den heiligen Christophorus.
Die Südwand hat die bereits oben beschriebenen vier Rundbogenfenster sowie Fresken (um 1390), die erst 1918 und 1924 freigelegt wurden. Sie zeigen unter anderem den Saulussturz, den thronenden Weltenrichter Jesus und das „Altherrenfresko“ mit den 24 Ältesten aus der Offenbarung des Johannes. Zu Füßen Jesu kniet das Stifterpaar mit seinen sieben Kindern.
Die Ostwand mit den Apsiden wurde von Anton Blumenthal 1598 mit Fresken ausgestattet, die jedoch zum großen Teil vom barocken Hochaltar verdeckt sind. Zudem wurden sie 1926/1927 im Zuge einer Restaurierung von Professor Viertelberger stark übermalt. Auf der linken Seite sind die Caritas und die Kardinaltugenden Gerechtigkeit und Klugheit dargestellt, darüber die Kirchenväter Ambrosius und Augustinus. Im Gurtbogen befinden sich Halbfiguren von Heiligen, in der Apsis die Darstellung des Messwunders, in der Wölbung die Steinigung des heiligen Stefan, am Pfeiler südlich des Altars die heilige Hemma.
In der Hauptapsis zeigen die Fresken Geburt und Tod Mariä in einer altdeutschen Stube sowie die Verkündigung an Maria und ihre Himmelfahrt vor dem Hintergrund von Gurk, Lieding und Straßburg.
Auf der rechten Seite zeigen die Fresken die Schlüsselübergabe an den heiligen Petrus, die Kirchenväter Gregor und Hieronymus, in der Fensterlaibung die Heiligen Bernhard und Dominikus sowie die Kardinaltugenden Mäßigung und Stärke. In der Apsis sind Szenen aus dem Leben und dem Martyrium der Heiligen Petrus und Paulus zu sehen, in der Wölbung ist der Mord an den Unschuldigen Kindern dargestellt.

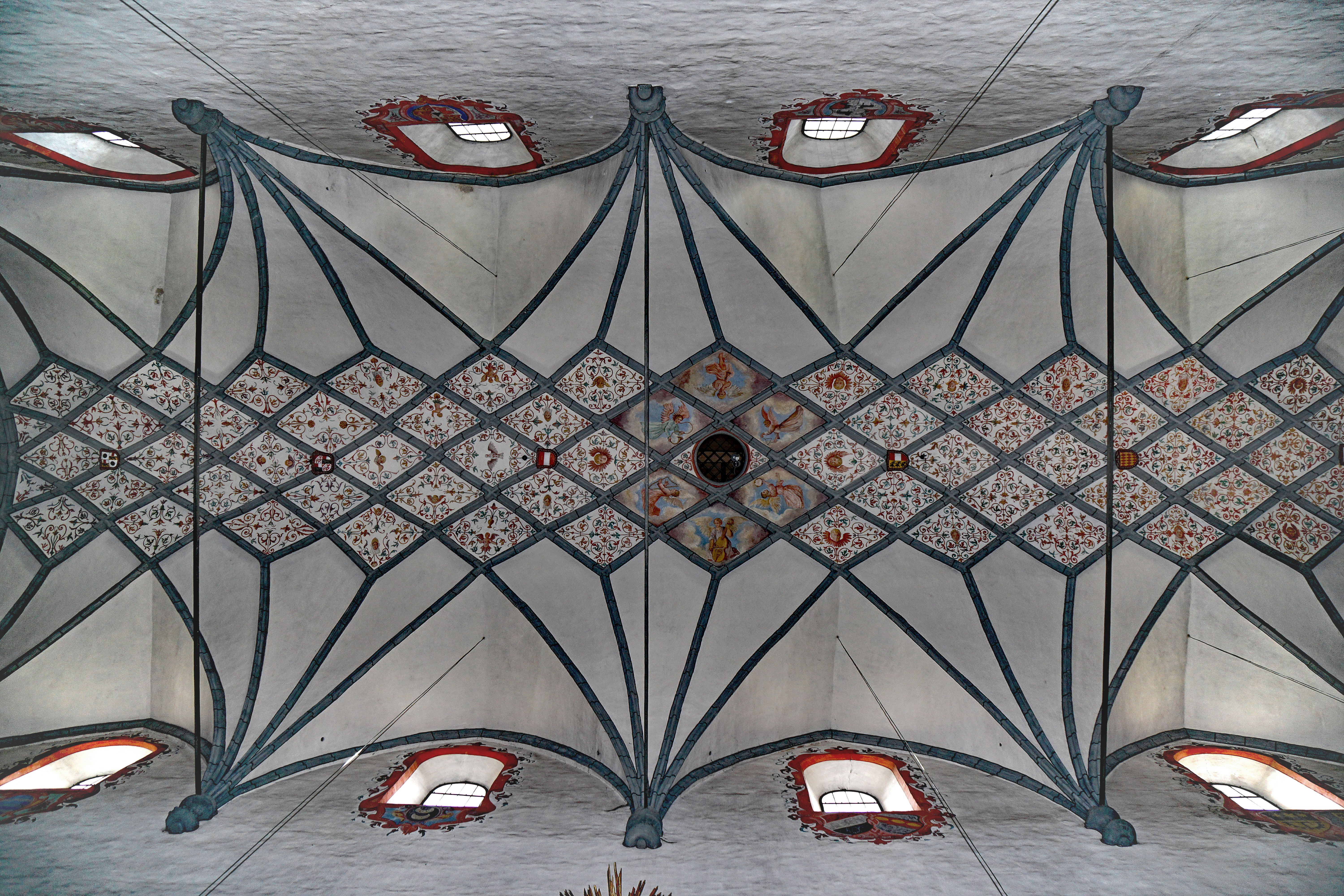
Netzrippengewölbe des Langhauses
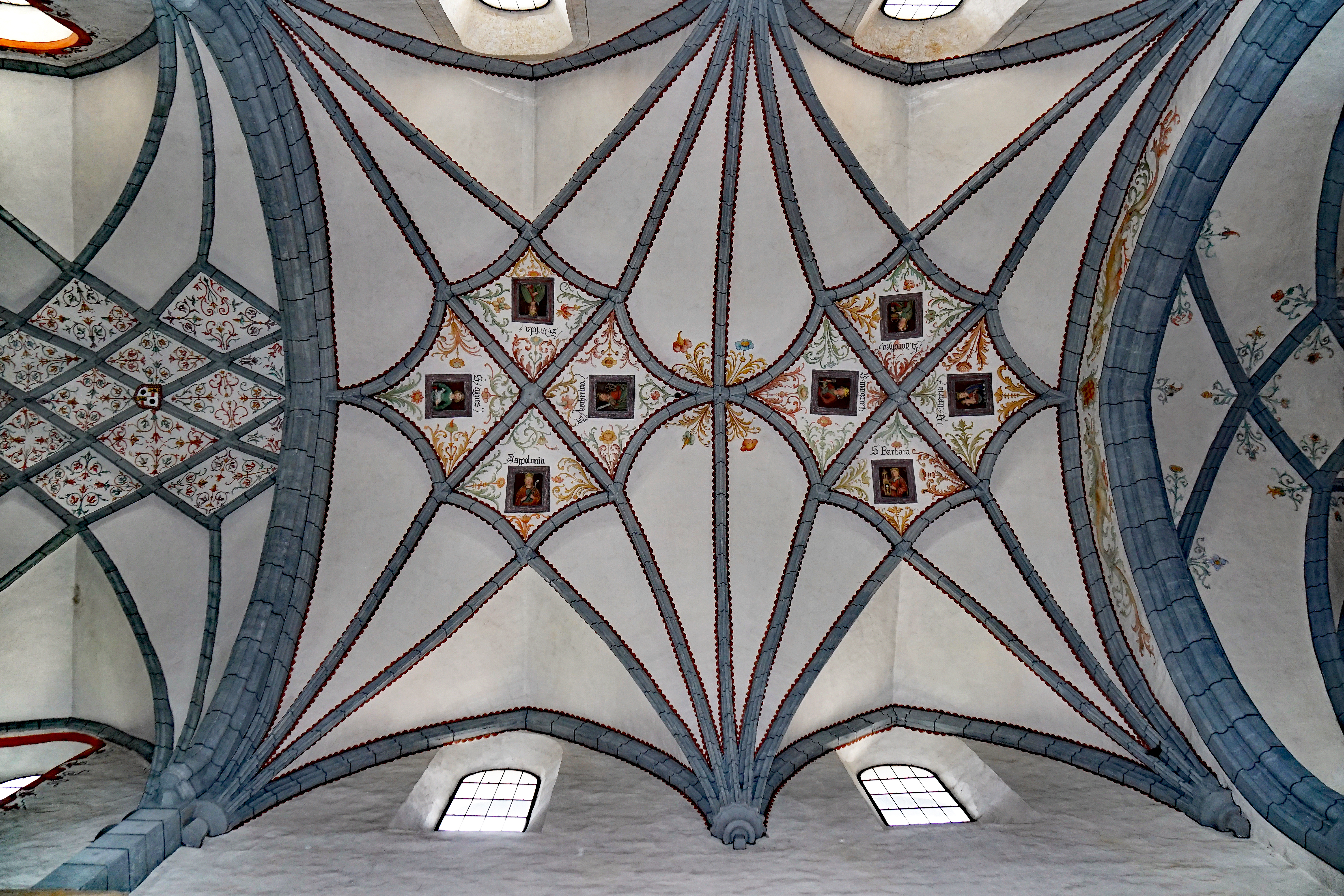
Gewölbe des Chores

## Einrichtung

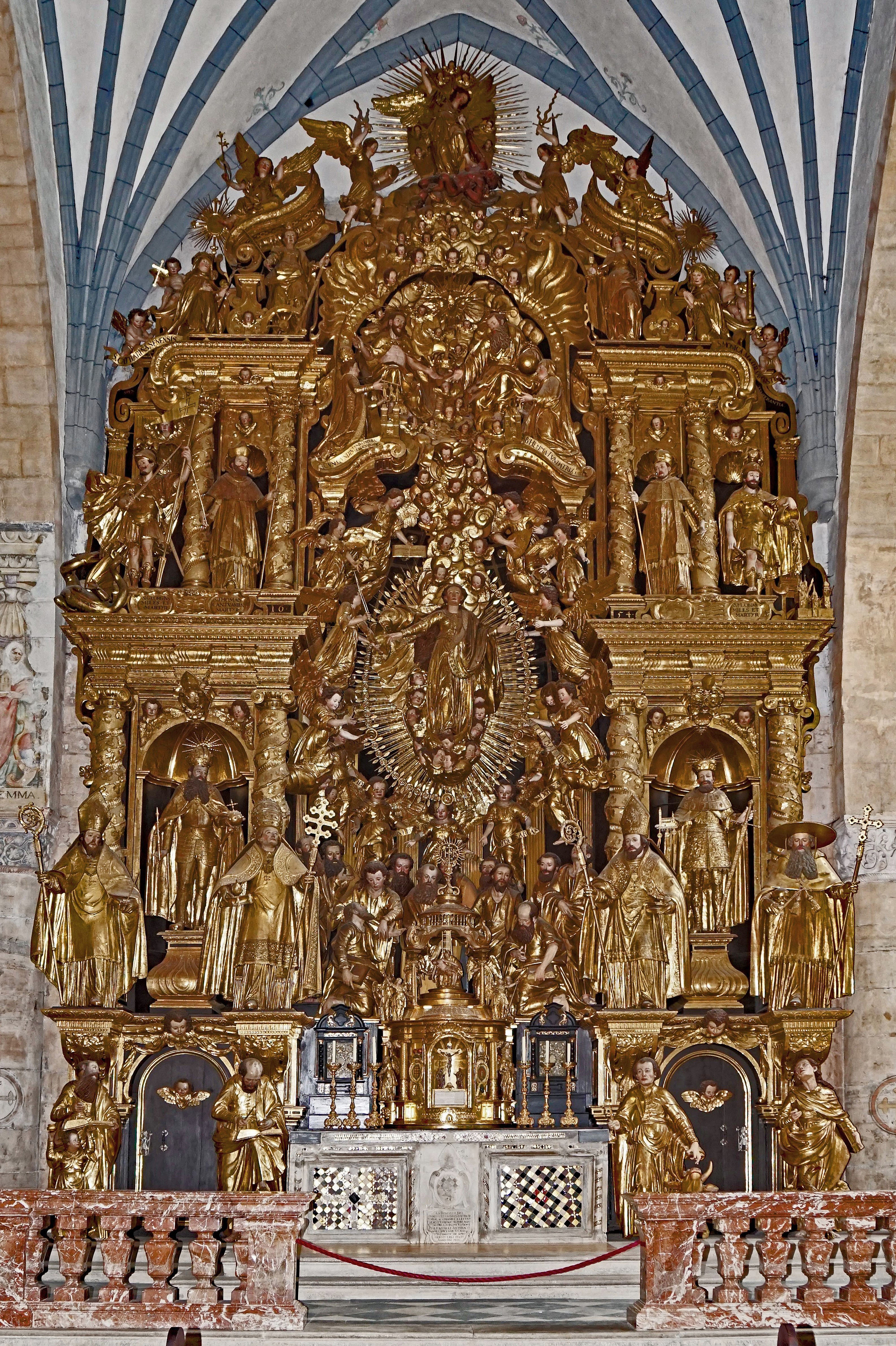
Der Hochaltar

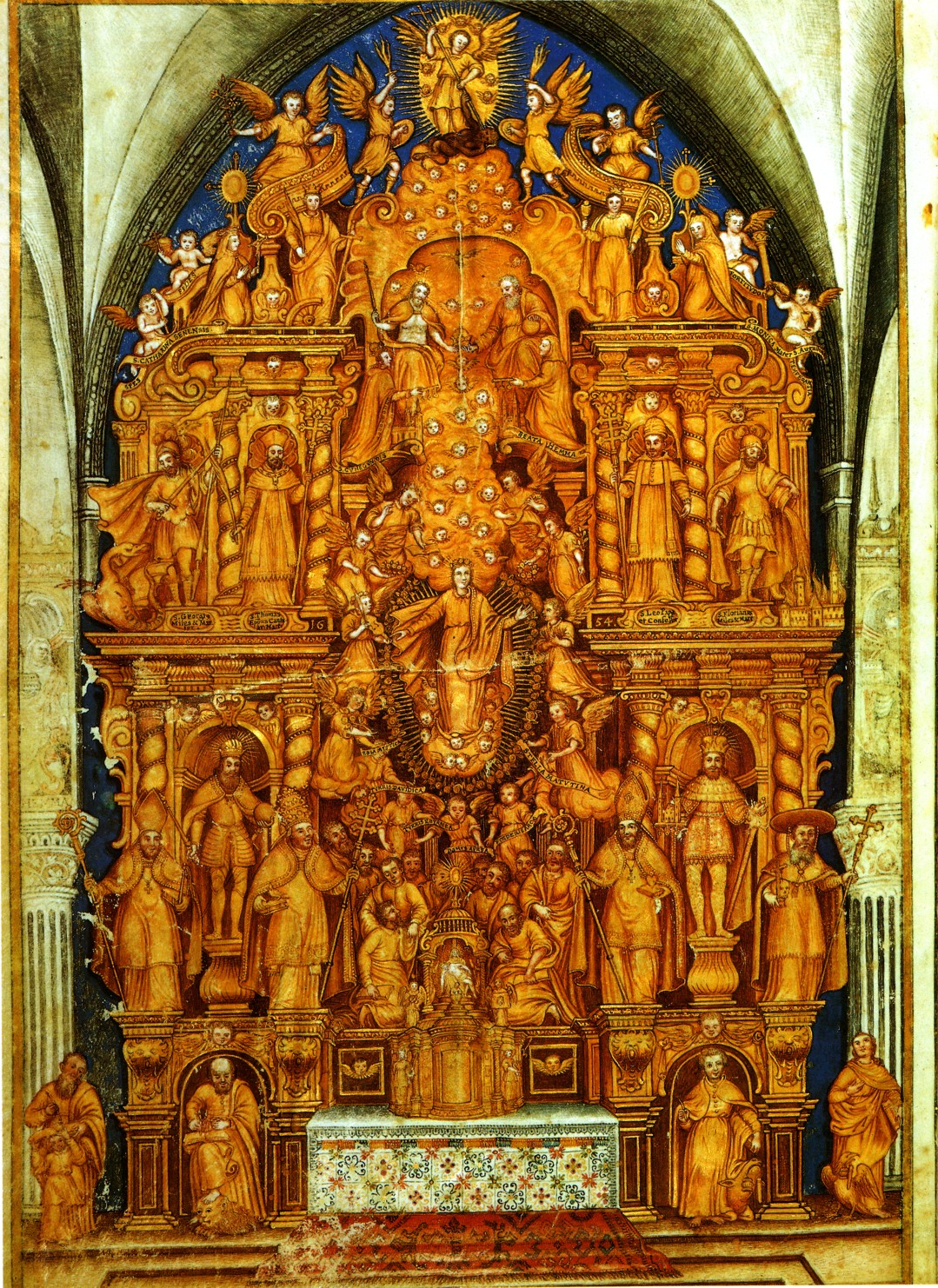
Hochaltar (Bild aus dem Gurker Verbrüderungsbuch, 1685)

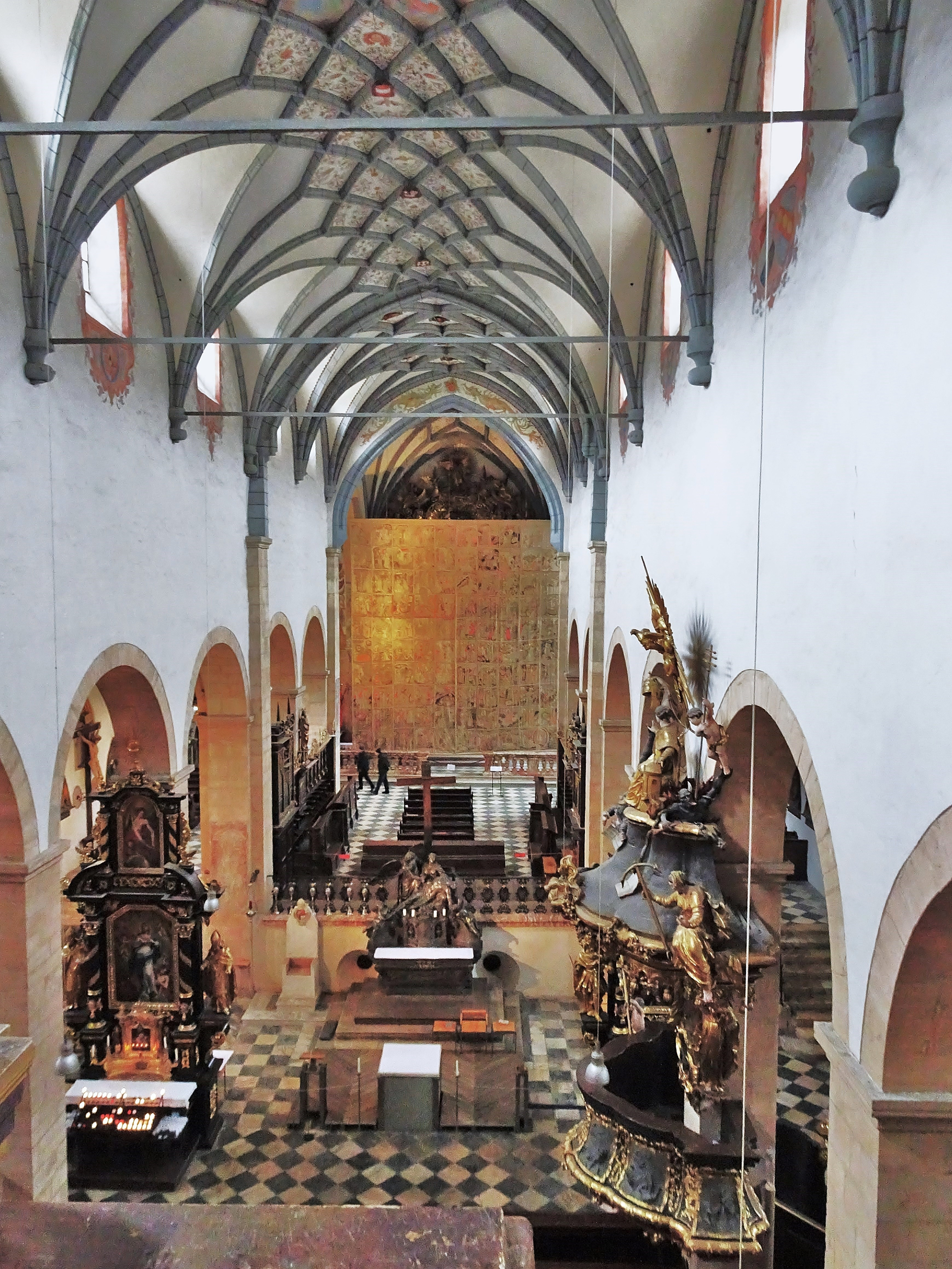
Die Innenansicht mit dem Fastentuch vor dem Altar lässt das Ausmaß erkennen

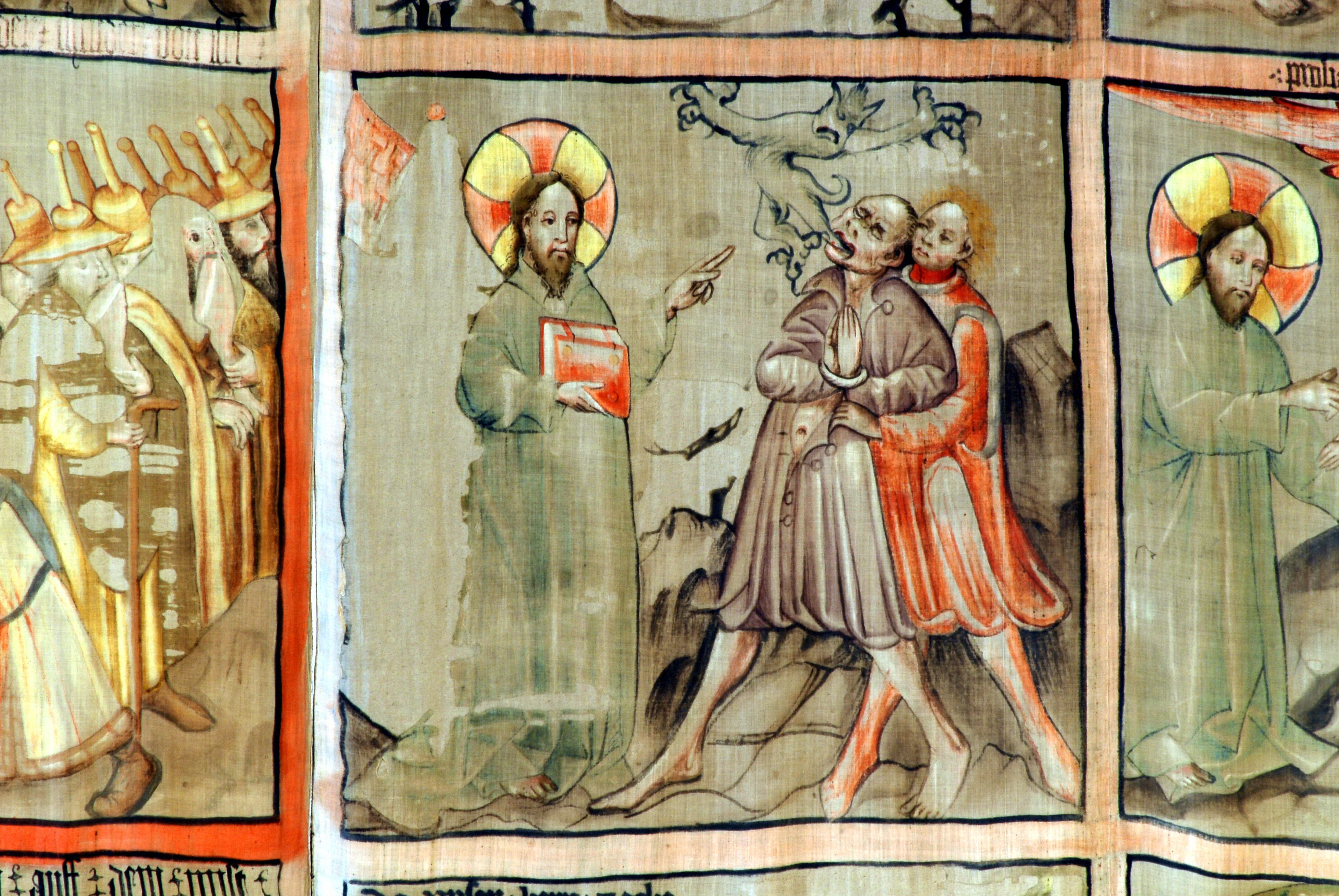
Dämonenaustreibung durch Jesus Christus, Fastentuch im Gurker Dom

### Hochaltar
Der Hochaltar wurde von dem sächsischen Bildhauer Michael Hönel 1625–1632 geschaffen und 1654 von Johann Seitlinger großteils in Gold gefasst. Mit einer Höhe von 16 Metern und einer Breite von fast neun Metern füllt er die Hauptapsis ganz aus. Er enthält 72 Vollfiguren und 82 Engelsköpfe. Die Altarmensa stammt noch vom romanischen Hochaltar und hat eine mit Kosmatendekor verzierte Verkleidung aus der Zeit um 1200, ein außerhalb Italiens selten zu sehender Dekor. Die Seiten des frühbarocken Aufbaus von Hönel sind dreigeschoßig. Im untersten Geschoß stehen neben der Mensa die überlebensgroßen Figuren der vier Evangelisten Matthäus, Markus, Lukas und Johannes (von links nach rechts). Das Gesicht des Lukas trägt sehr individuelle Züge und könnte ein Selbstporträt des Künstlers sein. Im nächsten Geschoß stehen über den Evangelisten von links nach rechts die vier Kirchenväter Ambrosius, Gregor, Augustinus und Hieronymus. Hinter ihnen stehen in Nischen zwischen Schraubensäulen links Kaiser Heinrich II., rechts Graf Wilhelm von Gurk. Im dritten Geschoß sind es außen links der heilige Georg, rechts der heilige Florian, innen zwischen Schraubensäulen links der heilige Thomas Becket, rechts der heilige Papst Leo der Große. Auf dem Gebälk stehen die Statuen der Heiligen Katharina von Siena und Alexandria, Barbara und Monika, im Aufsatz ganz oben noch die Erzengel Michael, Gabriel und Raphael und die Gestalten der Hoffnung, des Glaubens, des Starkmuts und der Mäßigkeit. Der Mittelaufbau beginnt mit dem mächtigen Tabernakel auf der Mensa mit einer Kreuzigungsgruppe als Aufsatz. Darüber befindet sich die Schnitzgruppe mit den Aposteln. Aus dieser Gruppe steigt die Gottesmutter, von einem Rosenkranz umgeben, zum Himmel empor. Von Engeln geleitet schwebt sie zur Heiligen Dreifaltigkeit empor. Weitere Engel musizieren und tragen auf Spruchbändern Sätze aus der lauretanischen Litanei. An der Seite knien die Heiligen Kunigunde und Hemma hinter den von ihnen gestifteten Domen Bamberg und Gurk.
Während der vorösterlichen Fastenzeit hängt vor dem Hochaltar ein etwa 80 m² großes Fastentuch. Es ist das älteste und größte in Österreich und wurde 1458 von Konrad von Friesach im Auftrag von Propst Johann Hinderkircher geschaffen. Auf insgesamt 99 Feldern zeigt die linke Hälfte Szenen aus dem Alten Testament, die rechte aus dem Neuen Testament.
Vor dem Hochaltar verläuft ein niedriges rotmarmornes Gitter, das 1730 entstand.

### Seitenaltäre
Die beiden Seitenaltäre in den Seitenapsiden stammen ebenfalls von Michael Hönel, ihre Altarblätter von dem Gurker Maler Johann Seitlinger (1638). Sie sind gleich gestaltet. Der linke, der Stephanusaltar, zeigt im Altarblatt die Steinigung des heiligen Stefan. Das Predellenbild zeigt Emmaus und den heiligen Laurentius. Neben dem Altarbild stehen große Statuen der Heiligen Martin und Nikolaus, im Aufsatz Vinzentius und Laurentius, in der Mitte Engel mit Fackel, Fünfwundenbild und Doppelwappen von Stifts- und Dompropst Vizdom. Der südliche Seitenaltar zeigt im Altarblatt die Kreuzigung des heiligen Petrus, im Hintergrund die Enthauptung des heiligen Paulus. Die Predella zeigt Petrus auf dem Meer und die Bekehrung des heiligen Paulus vor Damaskus. Die Statuen stellen die Salzburger Patrone Rupert und Virgil dar. Auf der Altarbekrönung lehnen Petrus und Paulus und in der Mitte halten zwei Engel das Tuch der Veronika, darunter wieder die Wappen.

### Kreuzaltar
Der Kreuzaltar steht am Ende des Langhauses vor dem Aufgang zum Hochschiff. Die überlebensgroße Pietà schuf Georg Raphael Donner 1740 als sein letztes Werk. Es zeigt die Marienklage mit assistierenden Engeln und wurde aus 18 Tonnen Kärntner Blei gegossen. Dahinter ragt ein Holzkreuz empor. Stilistisch steht das Werk zwischen Barock und Klassizismus. Der Tabernakel wurde erst 1766 von Donners Schüler Balthasar Moll im beginnenden Rokoko hinzugefügt. An der Mensa ist ein Relief angebracht, Christus im Grab liegend darstellend. Die Komposition des Altares ist dergestalt, dass er den Blick auf den Hochaltar nicht verstellt. Seitlich neben dem Kreuzaltar steht seit 1995 eine Kathedra (Bischofsthron) aus weißem italienischen Marmor von Wolfgang Stracke.

### Volksaltar
Vor dem Kreuzaltar steht der Volksaltar, anlässlich des Hemma-Jubiläums 1988 von Tomas Hoke geschaffen. Es ist ein Würfel mit Stahlecken. Der Stoffbezug mit dem Wellenmotiv greift die Paradiesesflüsse der Bischofskapelle thematisch auf.

### Pfeileraltäre
Die zwei Pfeileraltäre (1670) rechts und links des Kreuzaltares stammen von Sißenbacher, die Bilder von Seitlinger. Die Aufbauten sind schwarz-gold gefasst. Der linke Altar zeigt im Hauptbild die Gottesmutter, im Aufsatzbild einen Engel mit Spruchband. Die Statuen stellen die von den Augustiner-Chorherren verehrten Heiligen Patrizius und Thomas Becket dar. Der rechte Altar zeigt im Hauptbild den heiligen Augustinus (1767), das Aufsatzbild wiederum Engel mit Spruchbändern, auf der Mensa Gnadenstatue Muttergottes. Die Seitenstatuen sind die Heiligen Oswald und Sigismund.

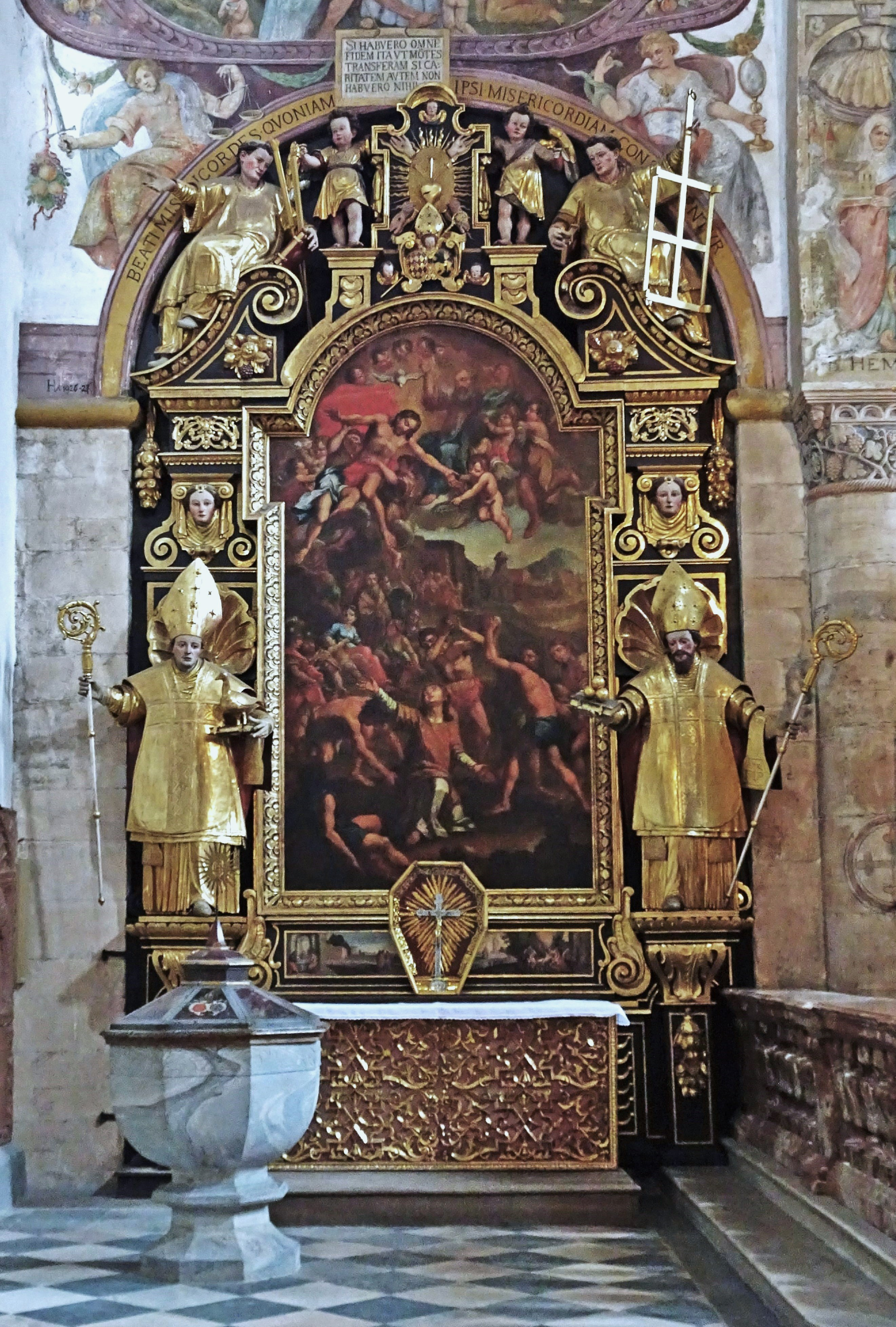
Der linke Seitenaltar
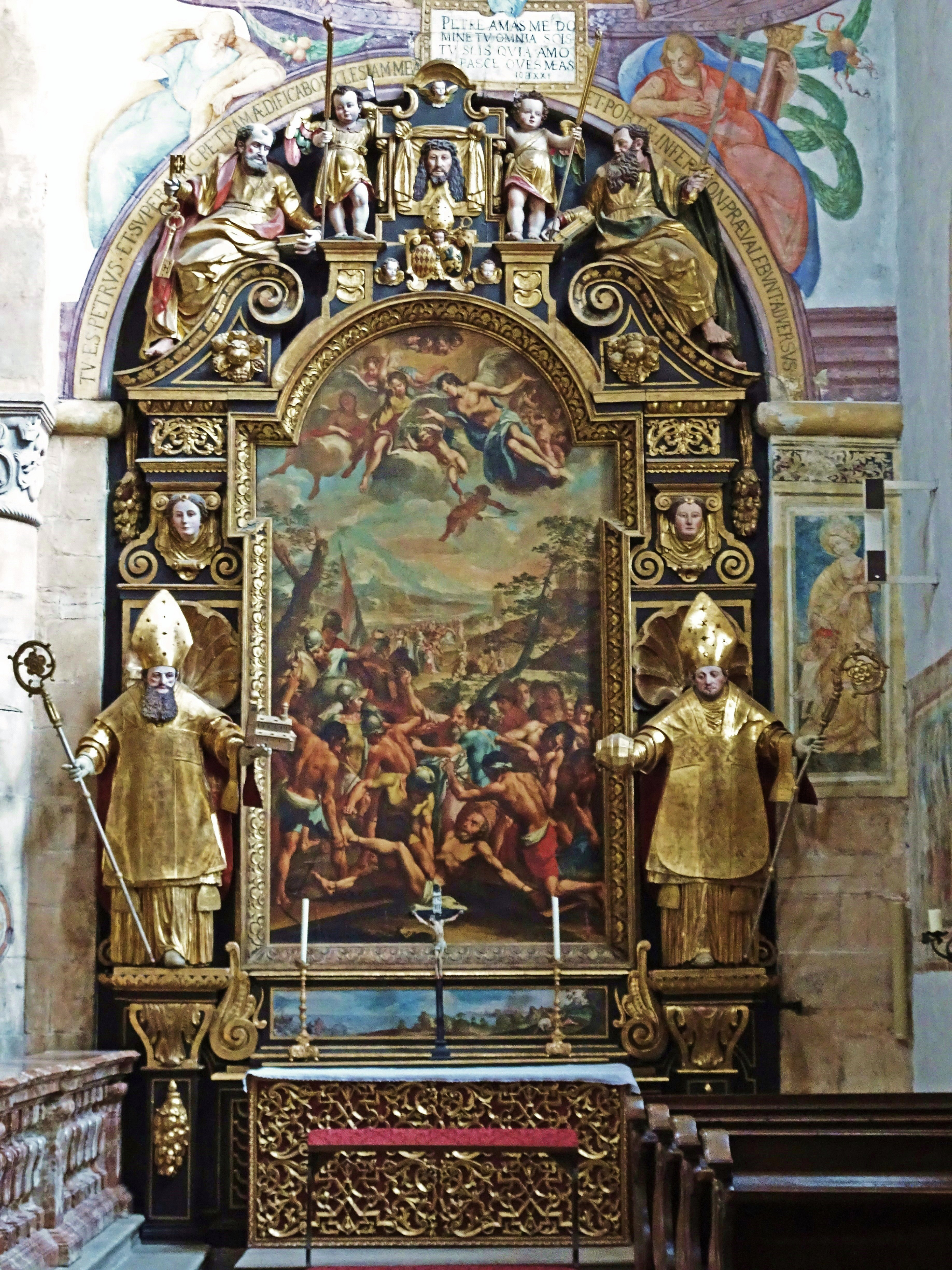
Der rechte Seitenaltar
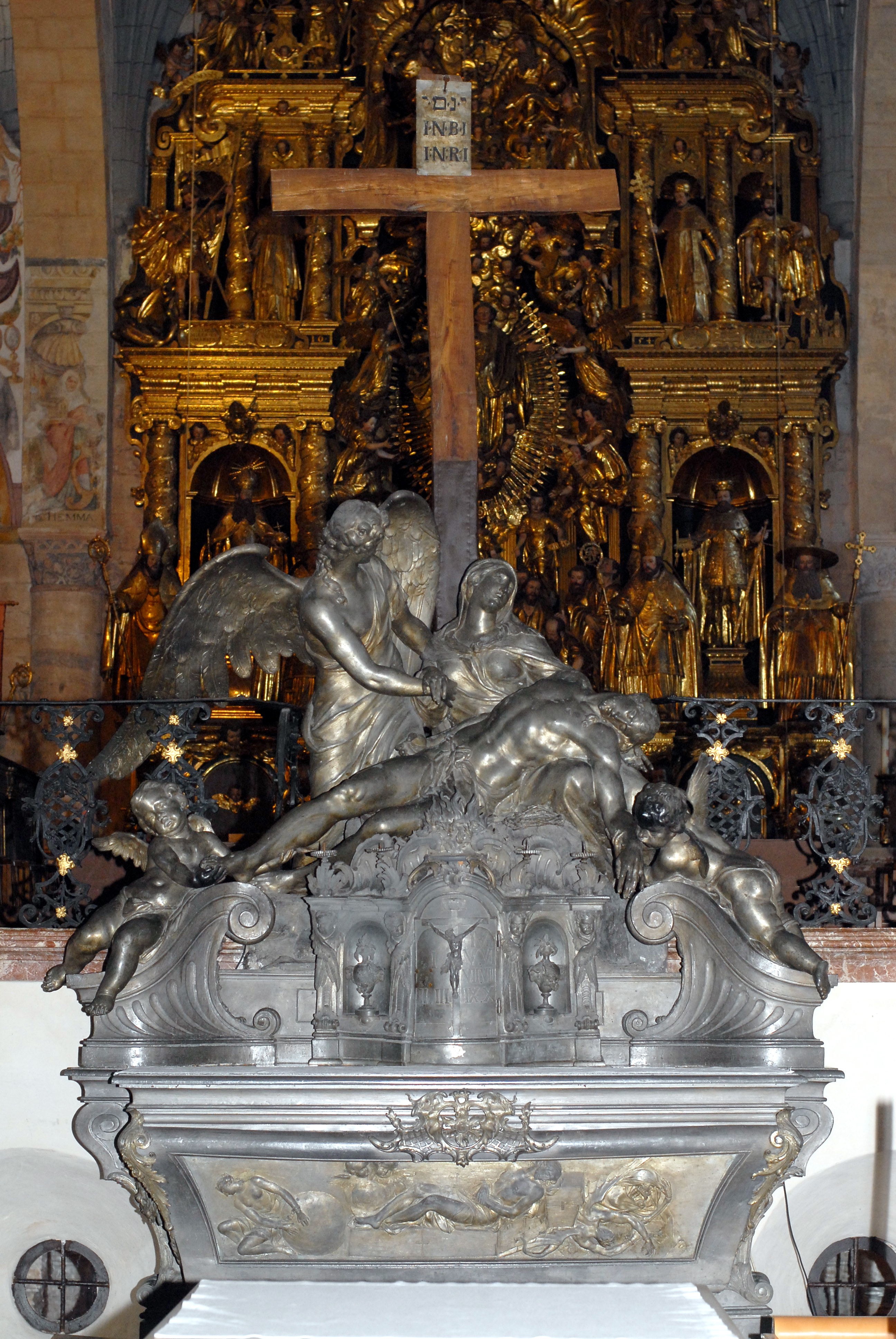
Der Kreuzaltar mit Pietá von Raphael Donner

### Kanzel

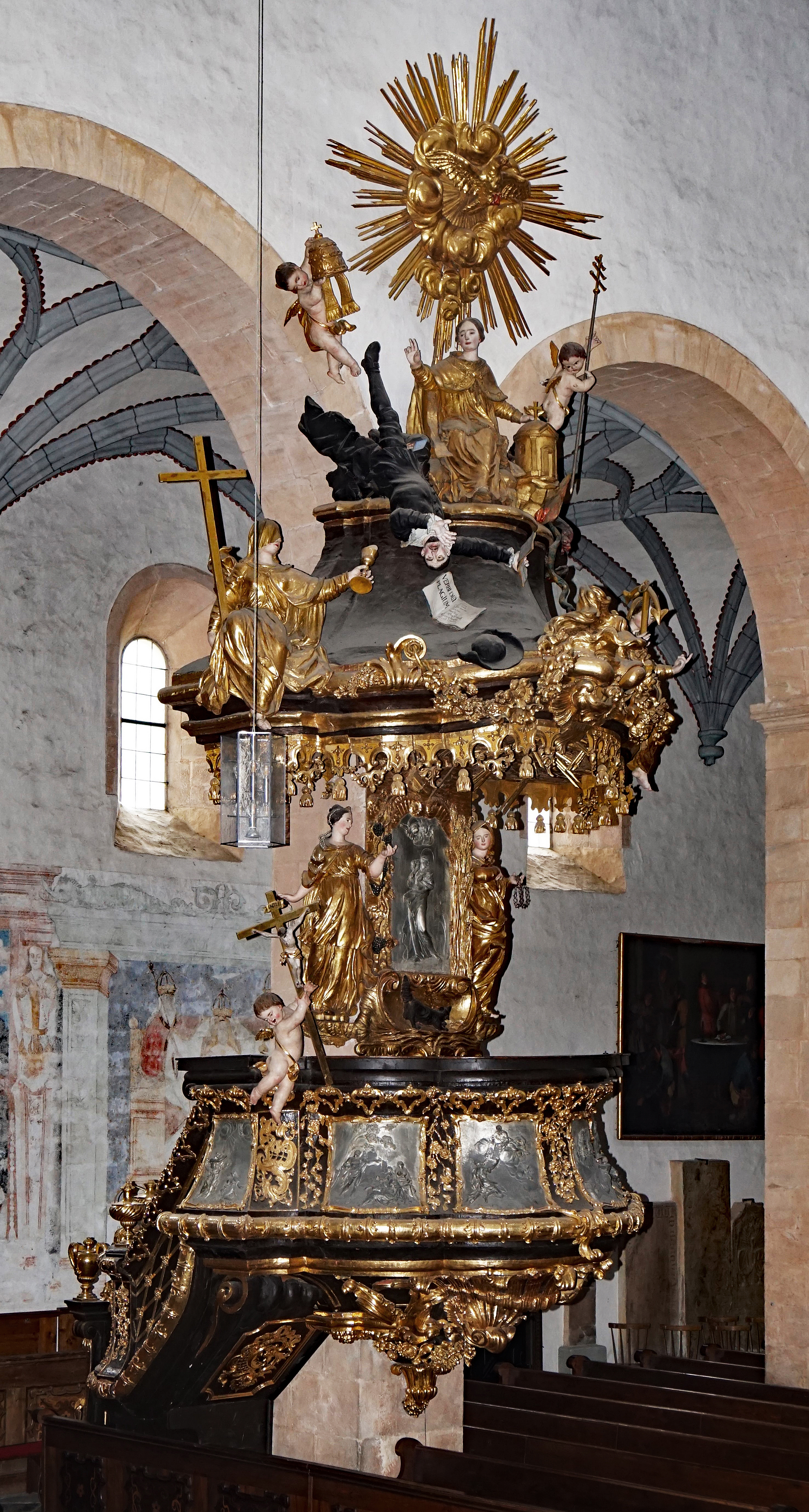
Die Kanzel, Darstellung des Triumphes der Kirche über den Protestantismus auf dem Schalldeckel

Die Kanzel wurde 1740/1741 von den Wiener Theaterarchitekten Giuseppe und Antonio Bibiena entworfen. J. Kaspar Eckhardt und Leopold Wasserbauer führten die Arbeit aus. Die Kanzel zeigt das Programm der Gegenreformation: Über der Kanzel schwebt der Heilige Geist. Auf dem Schalldeckel sitzen die Allegorien von Kirche, Glaube und Hoffnung, ein Putto trägt die Tiara, während ein zweiter mit der Kreuzlanze den Satan sowie Ketzerbücher speiende Schlangen trifft. Ein altmodisch als Prädikant in Schwarz gekleideter Mann mit weißer Halskrause stürzt rücklings in die Tiefe. Die Brüstung des Kanzelkorbes trägt sechs Bleireliefs von Georg Raphael Donner: Belohnung des Guten, Bergpredigt, Johannes in der Wüste, Gesetzgebung auf dem Berg Sinai, Himmelfahrt des Elias, Bekehrung des Paulus vor Damaskus und Bestrafung des Bösen. Am Kanzelpfeiler ist ein Bleirelief des Guten Hirten angebracht.

### Orgel

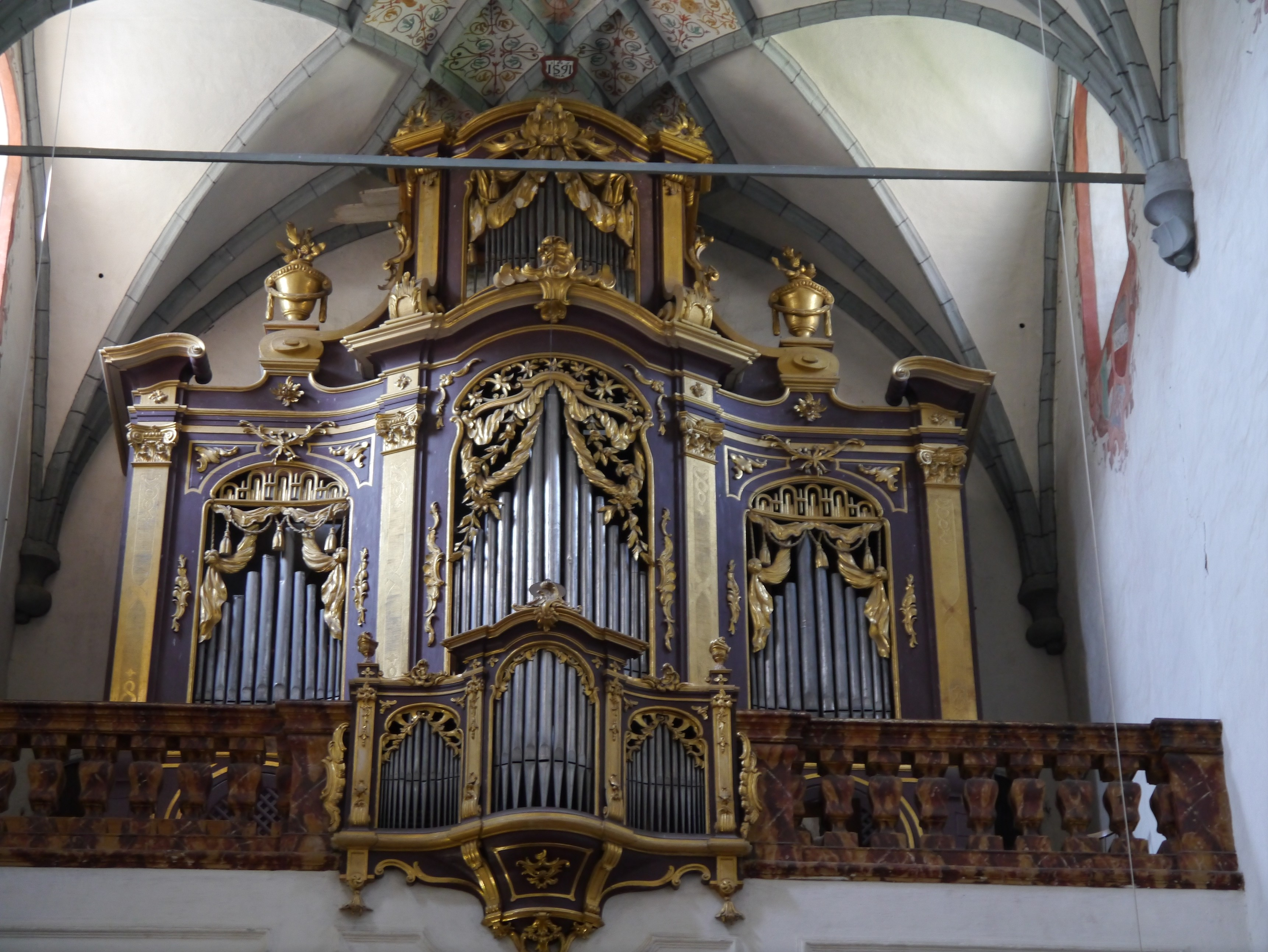
Orgel von 1781

Die Orgelempore wurde um 1730 errichtet, ihr fiel die Apsis der Bischofskapelle zum Opfer. Die von Siegfried Hartwagner und Egon Krauss als wertlos bezeichnete Orgel (1780/1781) stammt von einem Laibacher Orgelbauer, das klassizistische Gehäuse wurde 1779 von Franz Eißl und Martin Herberger gebaut.
Disposition:
| Hauptwerk C/E–c3 (Kurze Oktave) |       |
| Principal                       | 8′    |
| Gedeckt                         | 8′    |
| Flauto Amabile                  | 8′    |
| Salicional                      | 8′    |
| Gamba                           | 8′    |
| Oktav                           | 4′    |
| Flöte                           | 4'    |
| Cornet IV                       | 2 ⁄3′ |
| Super Octav                     | 2′    |

| Schwellwerk C/E–c3 |    |
| Dolce gedeckt      | 8′ |
| Dolce              | 8′ |
| Principal          | 4′ |
| Rohrflöte          | 4′ |

| Pedal C/E–a0 |        |
| Subbass      | 16′    |
| Violonbass   | 16′    |
| Oktavbass    | 8′     |
| Violoncello  | 8′     |
| Quintbass    | 5 1⁄3′ |
| Posaune      | 8′     |

- Koppeln: Manualschiebekoppel II/I

### Sonstiges
Hinter dem nördlichen Chorgestühl steht im Seitenschiff ein mit Intarsien verzierter Doppelbeichtstuhl.
An den Seitenwänden im Chor sind farbig gefasste Holzreliefs mit Szenen der Hemma-Legende angebracht.

Am letzten freien Pfeiler im Südwesten des Langhauses ist das aufwändig aus dreierlei Marmor gestaltete, 1612 datierte Epitaph des Dompropstes Grimming († 1611) angebracht.

Die barocken Konsolstatuen der Heiligen Florian und Johannes Nepomuk stammen aus der Mitte des 18. Jahrhunderts.

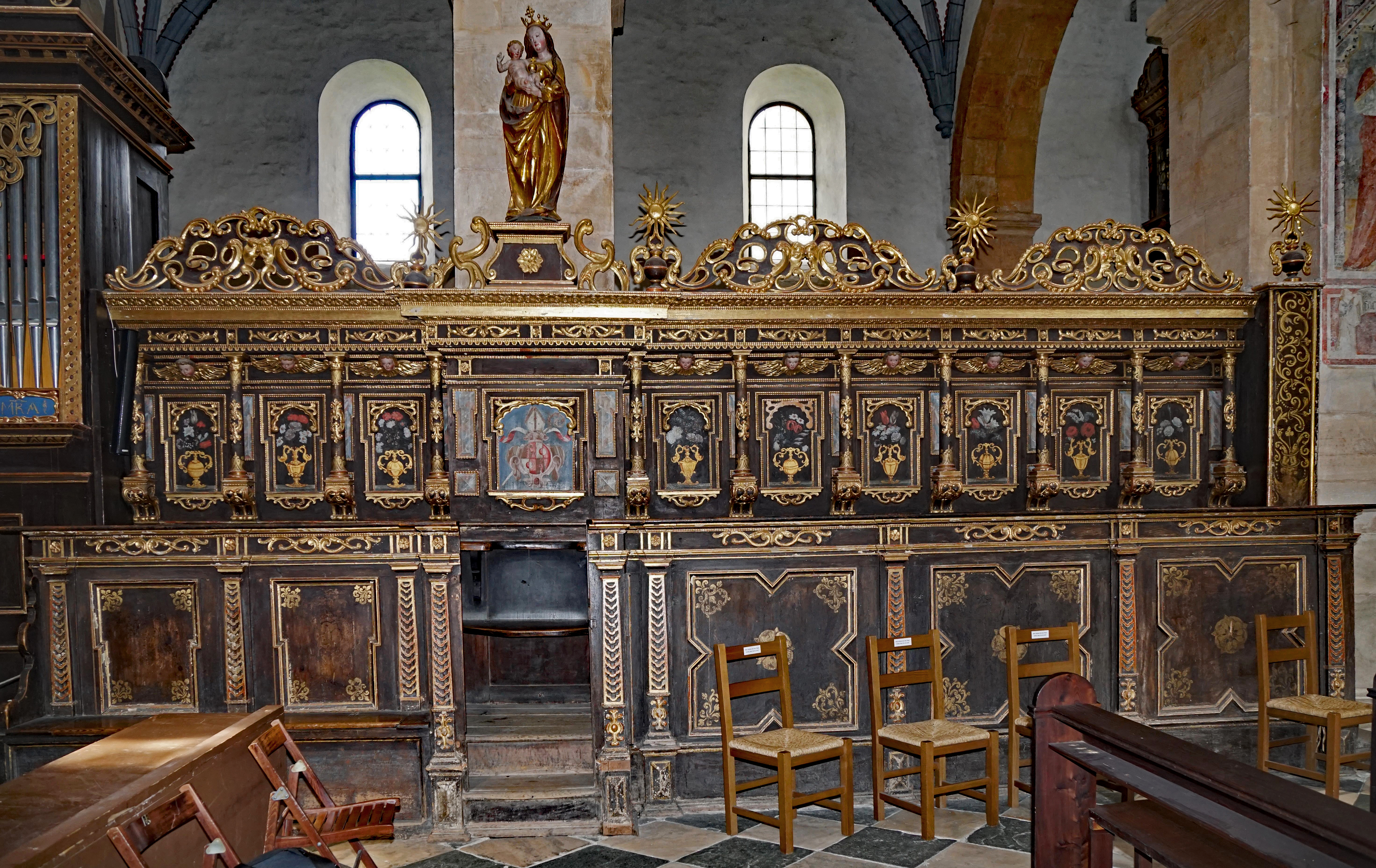
Nördliches Chorgestühl
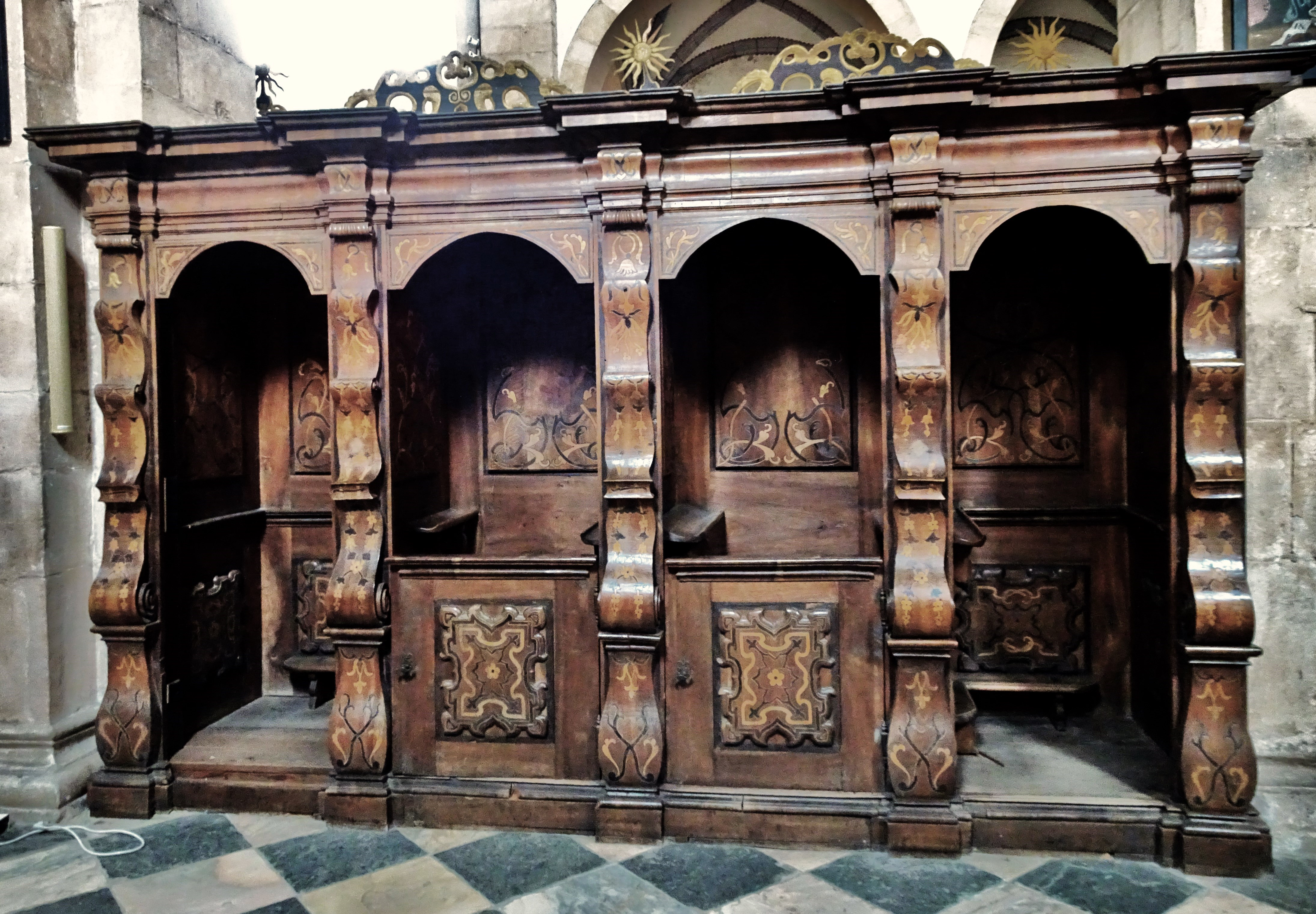
Doppelbeichtstuhl mit Intarsien
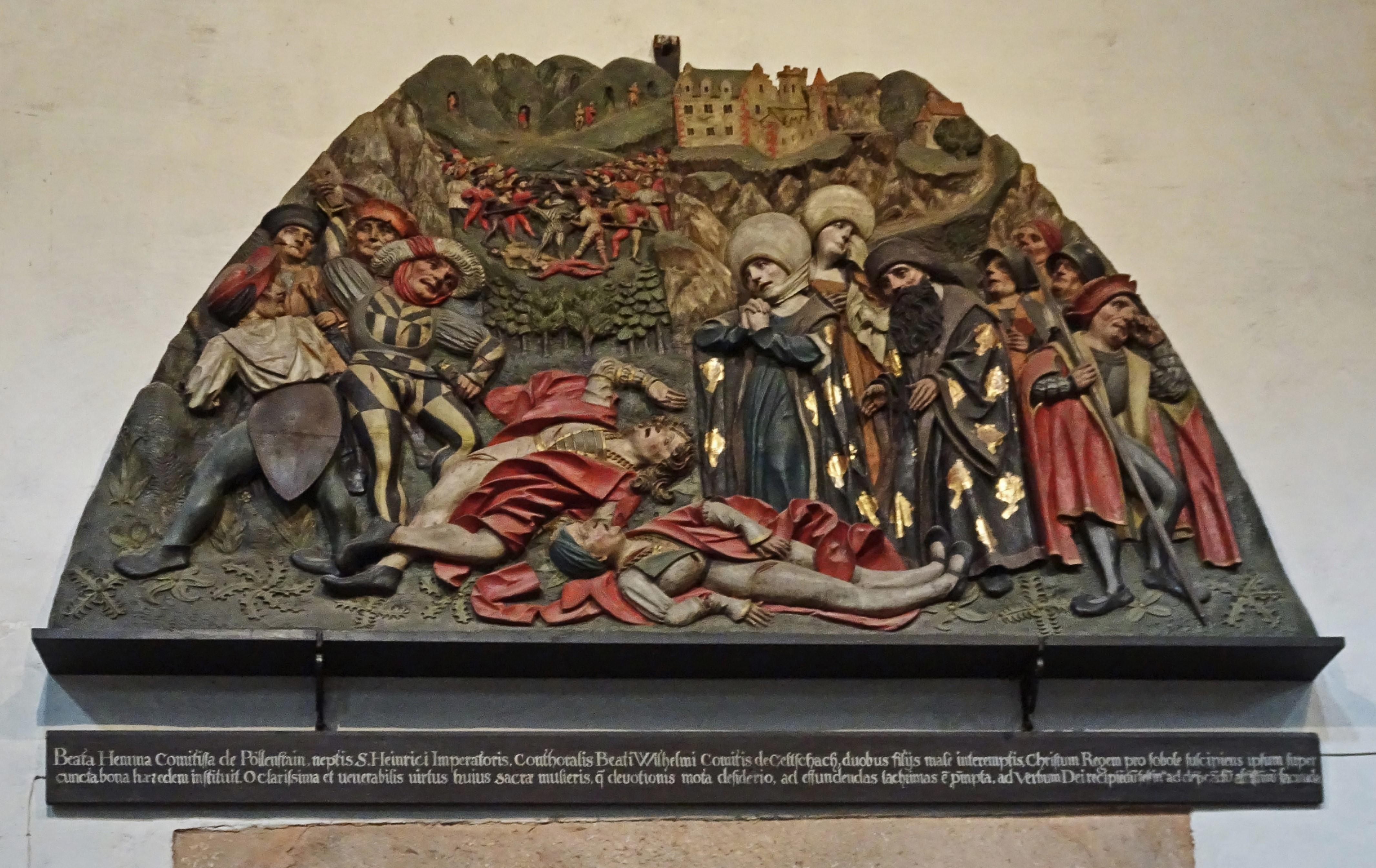
Szene aus der Hemma-Legende, farbig gefasstes Holzrelief
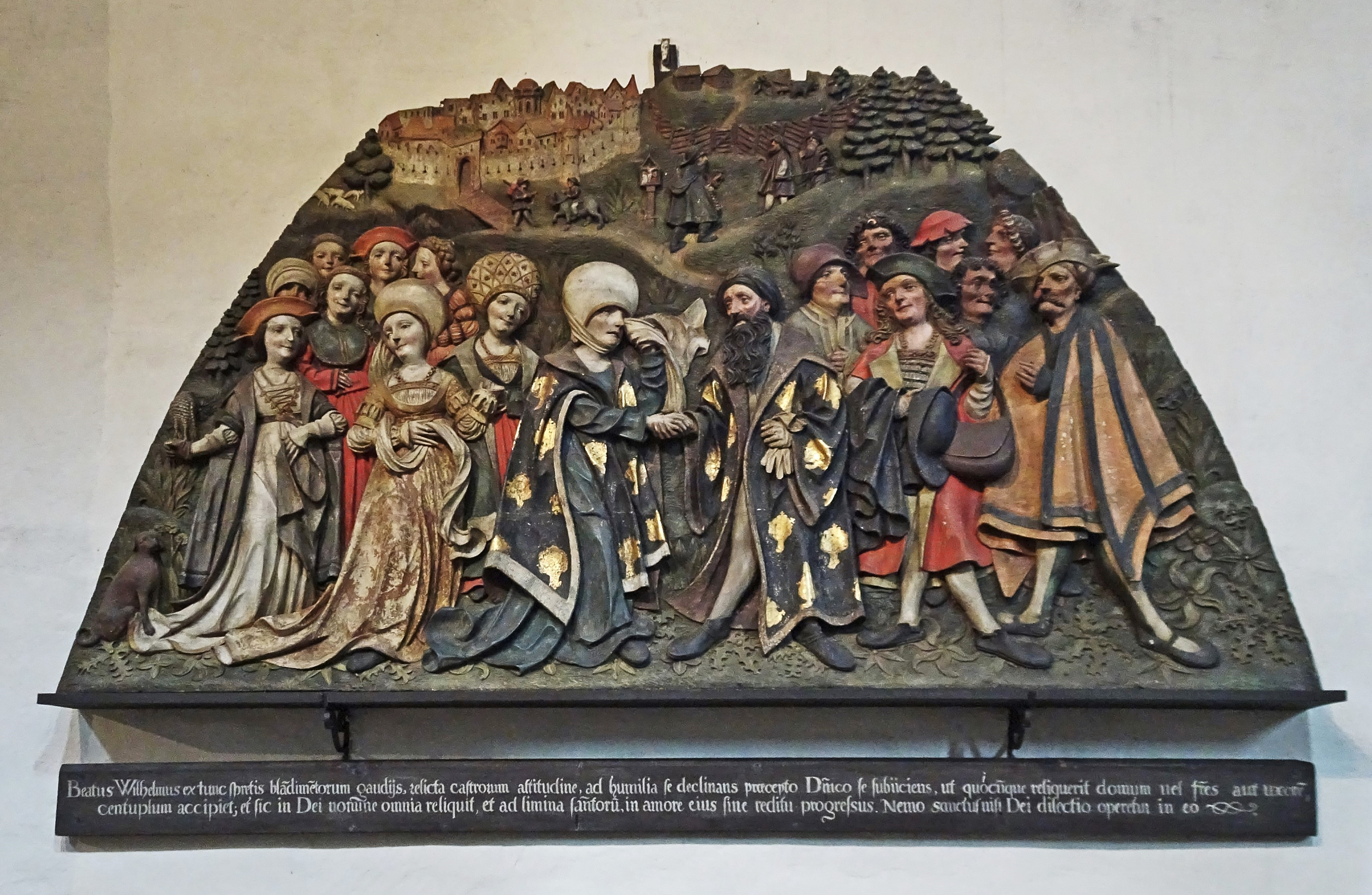
Die hl. Hemma erhält die Nachricht vom Tod ihres Mannes, farbig gefasstes Holzrelief
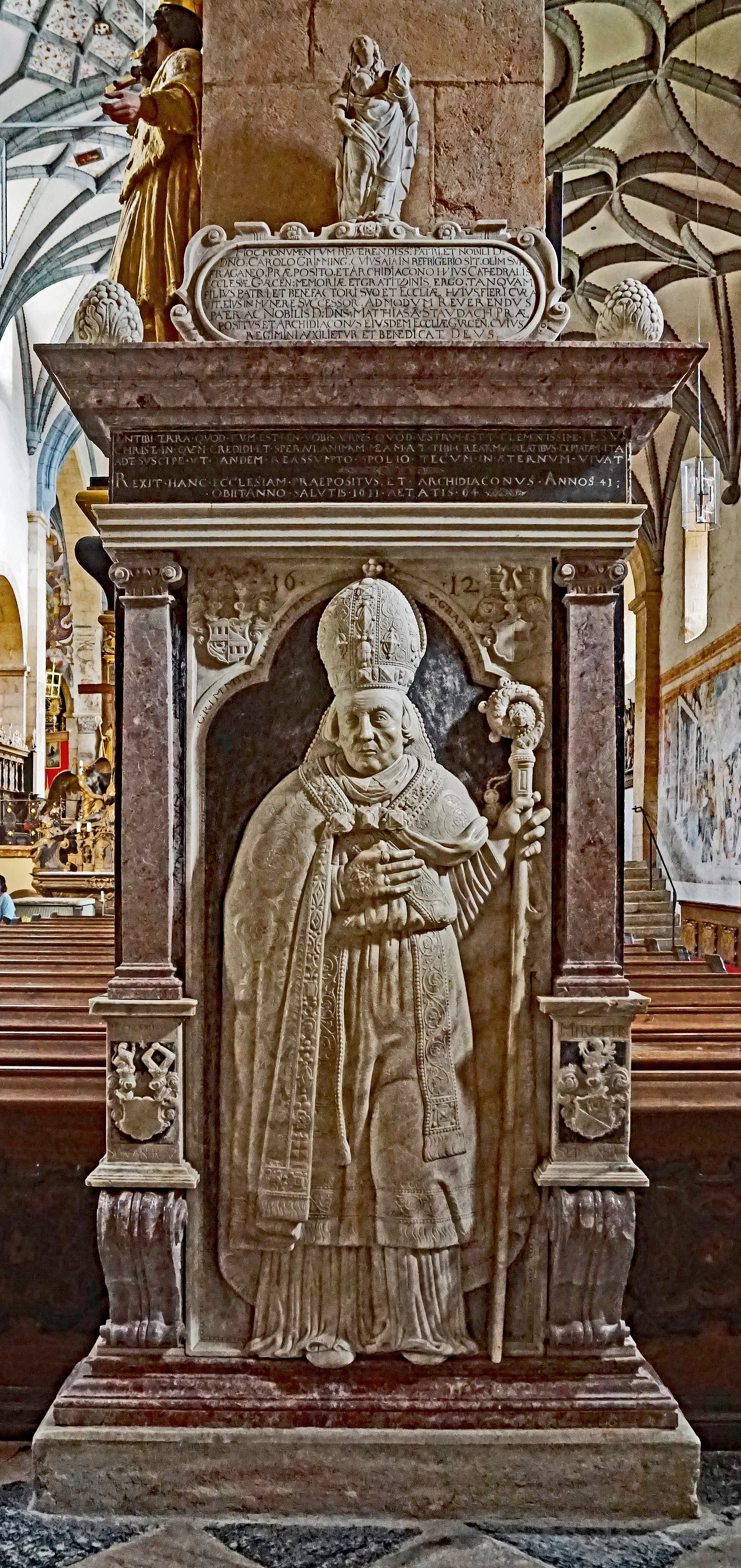
Epitaph für Dompropst Grimming
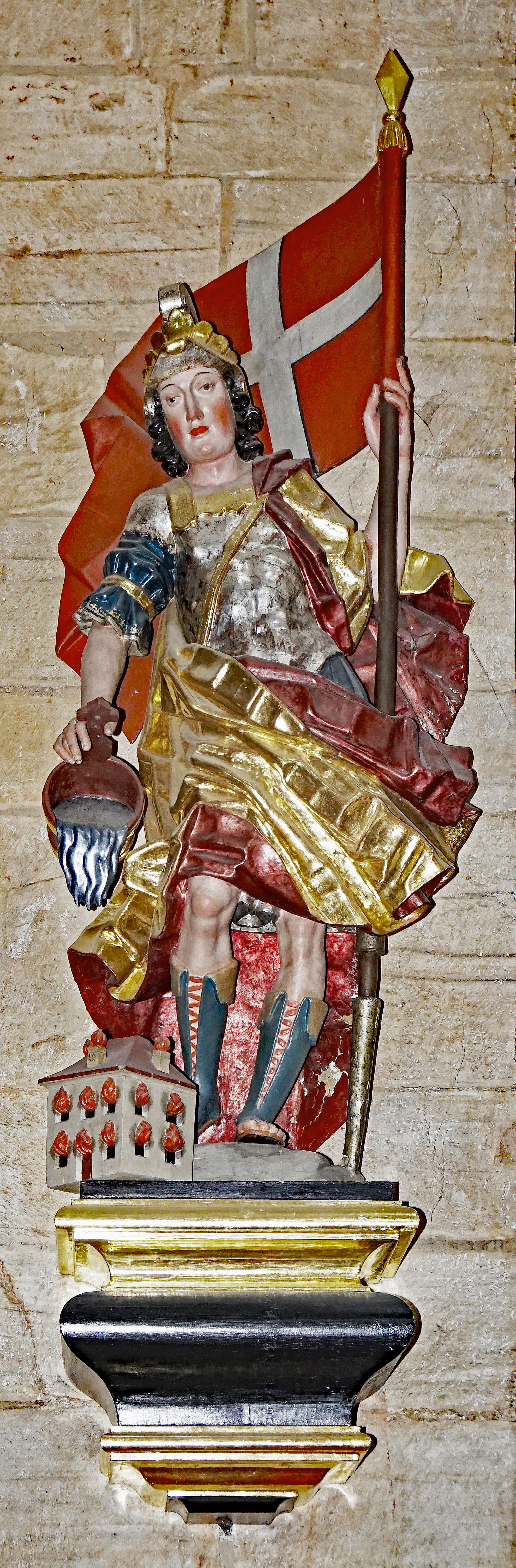
Konsolstatue des hl. Florian
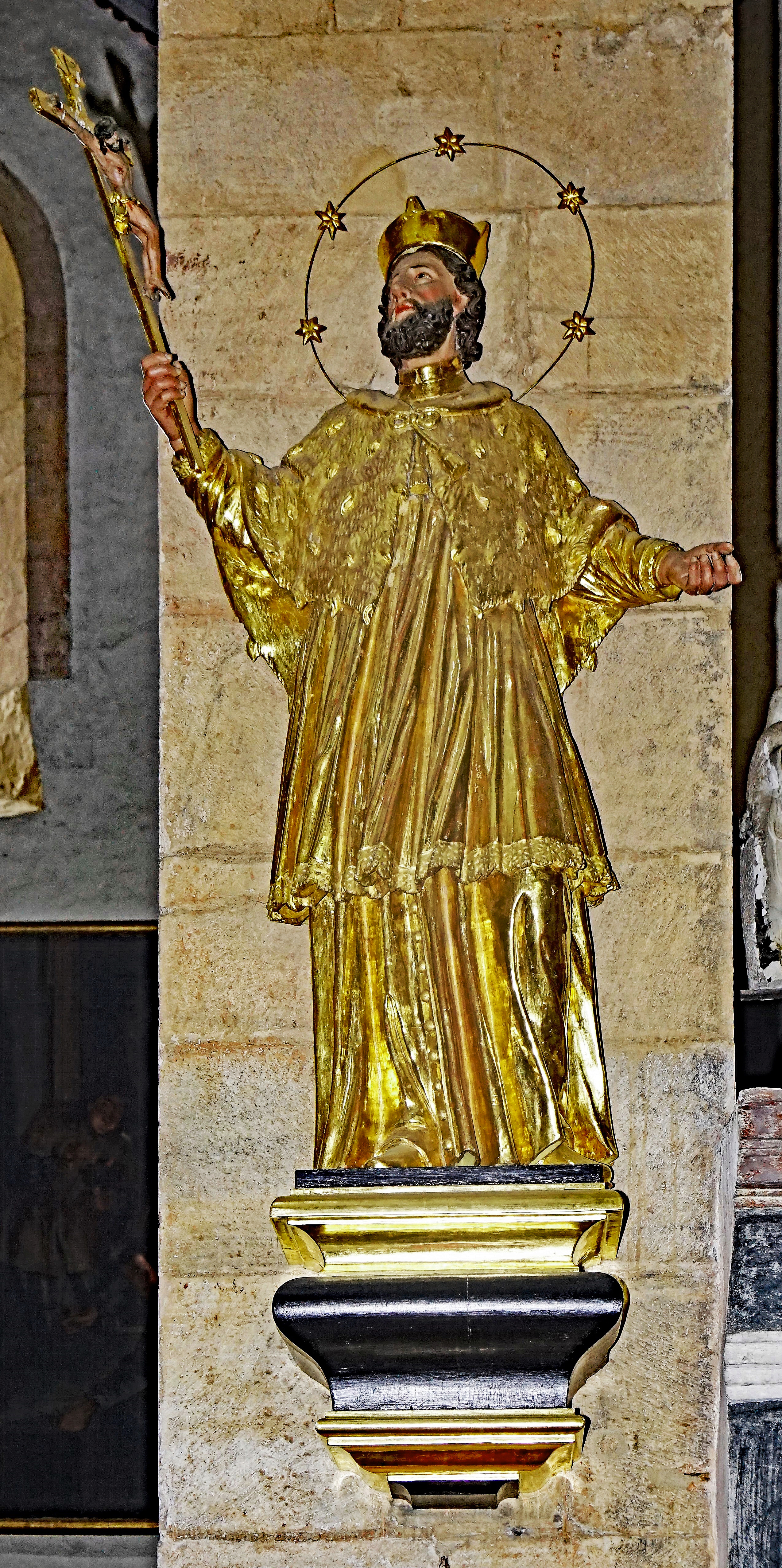
Konsolstatue des hl. Johannes Nepomuk

### Glocken
In den beiden Türmen hängt ein großes Geläut, das zu den besten der Nachkriegszeit gezählt wird. Klanglich herausragend ist die große Stürmerin, die separat im Südturm hängt. Holzglockenstühle, Holzjoche und die kleinen Schallöffnungen tragen zur guten Akustik bei. Die Glocken 1–5 sind mit Klöppelfängern ausgestattet.
| Nr. | Name              | Gussjahr | Gießer, Gussort                      | Masse (kg) | Durchmesser (mm) | Schlagton (HT-1//8) |
| 1   | Stürmerin (Maria) | 1958     | Glockengießerei Grassmayr, Innsbruck | 2.727      | 1.630            | h0 −2               |
| 2   | Hemma             | 1958     | Glockengießerei Grassmayr, Innsbruck | 1.513      | 1.360            | d1 −2               |
| 3   | Peter und Paul    | 1958     | Glockengießerei Grassmayr, Innsbruck | 1.138      | 1.240            | e1 −2               |
| 4   | Augustinus        | 1958     | Glockengießerei Grassmayr, Innsbruck | 643        | 1.020            | g1 −2               |
| 5   | Josef             | 1958     | Glockengießerei Grassmayr, Innsbruck | 300        | 820              | h1 −2               |
| 6   | Magdalena         | 1958     | Glockengießerei Grassmayr, Innsbruck | 173        | 680              | d2 −2               |

## Bischofskapelle

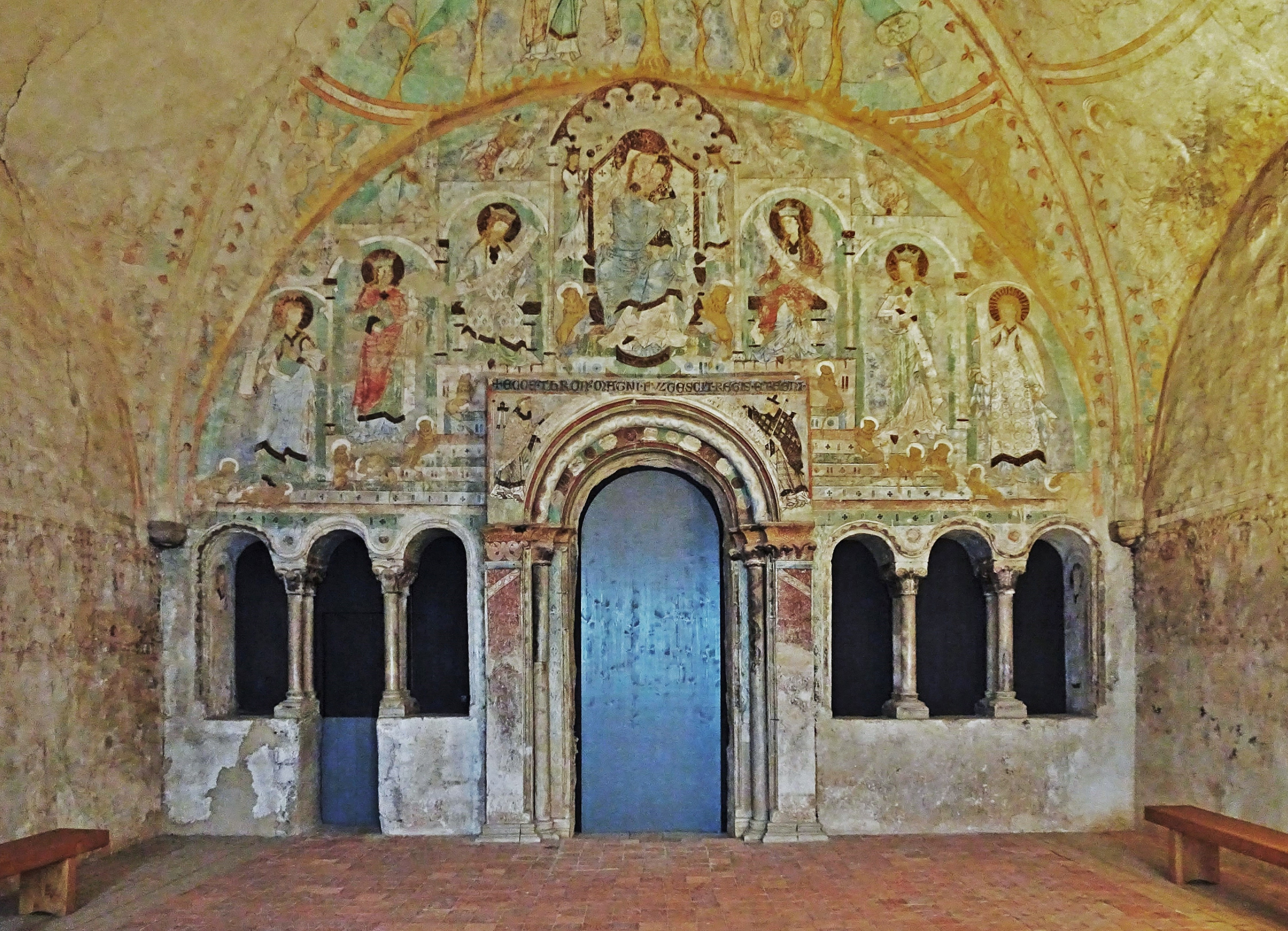
Die Ostwand der Bischofskapelle

Die Bischofskapelle in der Westempore über der inneren und äußeren Vorhalle zwischen den beiden Türmen wurde unter Bischof Walther (1200–1213) errichtet. Es ist ein längsrechteckiger Raum, der durch einen Gurtbogen in zwei Kreuzgewölbejoche unterteilt ist. Nach einem Brand wurde die Kapelle bis 1264 wiederhergestellt und mit Fresken ausgestattet, die im sogenannten Zackenstil, einem Übergangsstil von der Romanik zur Gotik, ausgeführt sind.
Der portalartige Triumphbogen in der Mitte der Ostwand führte ursprünglich in die Apsis, die beim Einbau der Orgel 1779 abgetragen wurde. Die beiden Triforen mit Knospenkapitellen auf Doppelsäulen rechts und links öffneten sich bis 1779 ins Langhaus.
Die Fresken sind im Ostteil der Marienherrlichkeit gewidmet. Die Ostwand zeigt Maria auf dem Stufenthron Salomonis und ist von Tugenden flankiert. Die Bilder in den Seitenwänden zeigen die Verkündigung der Geburt Mariens und die Verkündigung an Maria. Im Gewölbe sind vier Paradiesesszenen dargestellt, eine wurde 1808 bei einem Brand zerstört. Der Westteil ist der Christusherrlichkeit gewidmet. An der Fensterwand ist die Verklärung Christi auf dem Berge Tabor zu sehen, an den Seitenwänden im Süden der Zug der Drei Könige, im Norden der Einzug Christi in Jerusalem. Im Gewölbe ist das himmlische Jerusalem dargestellt, im Scheitel das Lamm Gottes.
Die Westwand hat zwei Rundbogenfenster und ein Rundfenster. Letzteres enthält ein um 1260 bis 1270 entstandenes Glasgemälde der Kreuzabnahme, das älteste erhaltene Beispiel des Zackenstils in der österreichischen Glasmalerei.

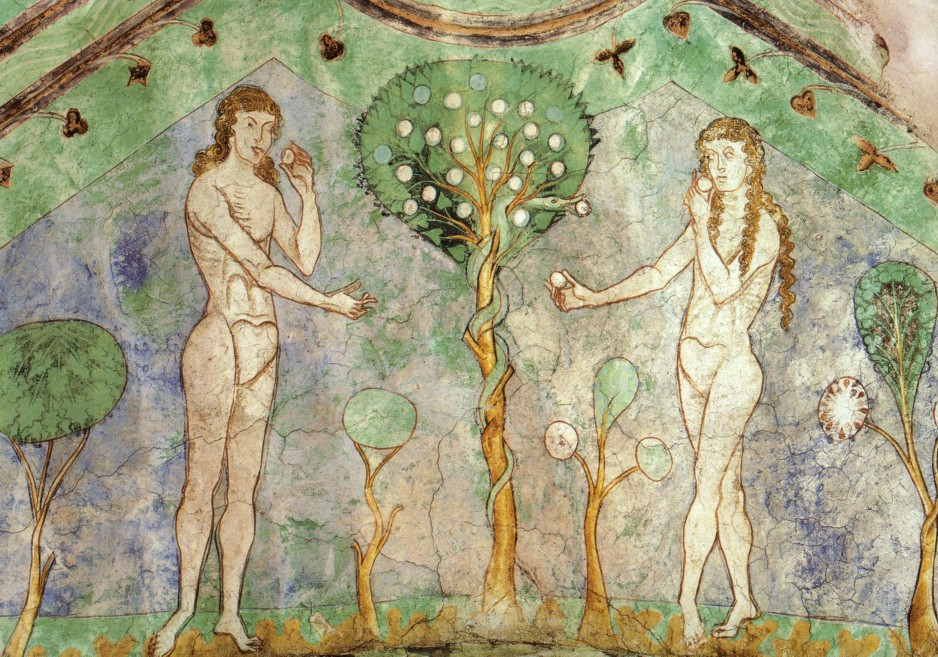
Sündenfall
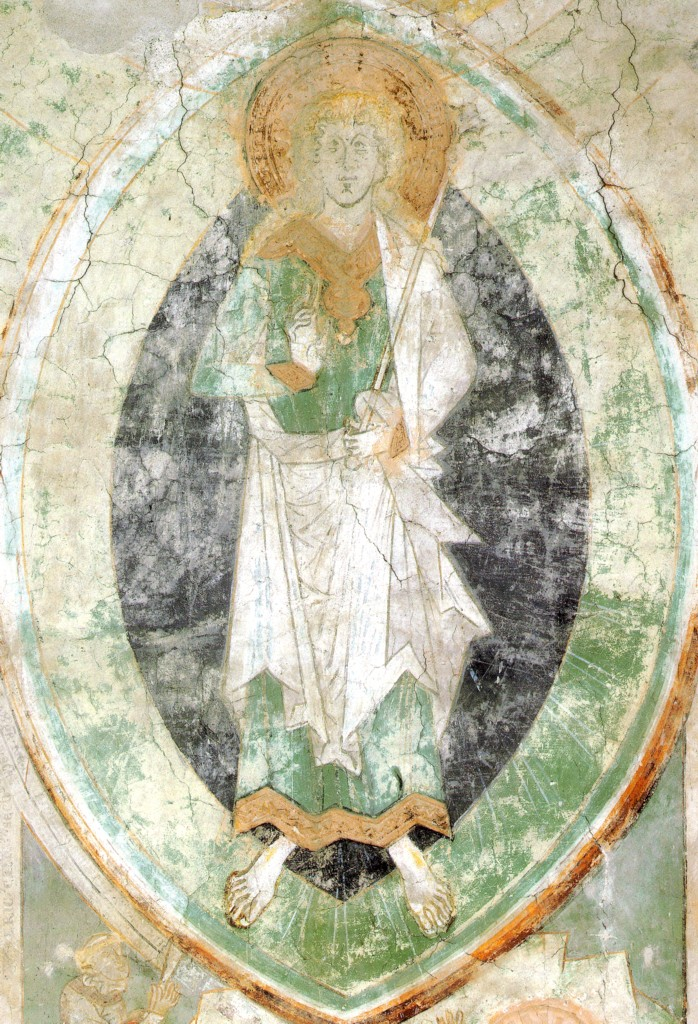
Verklärung Christi

## Krypta

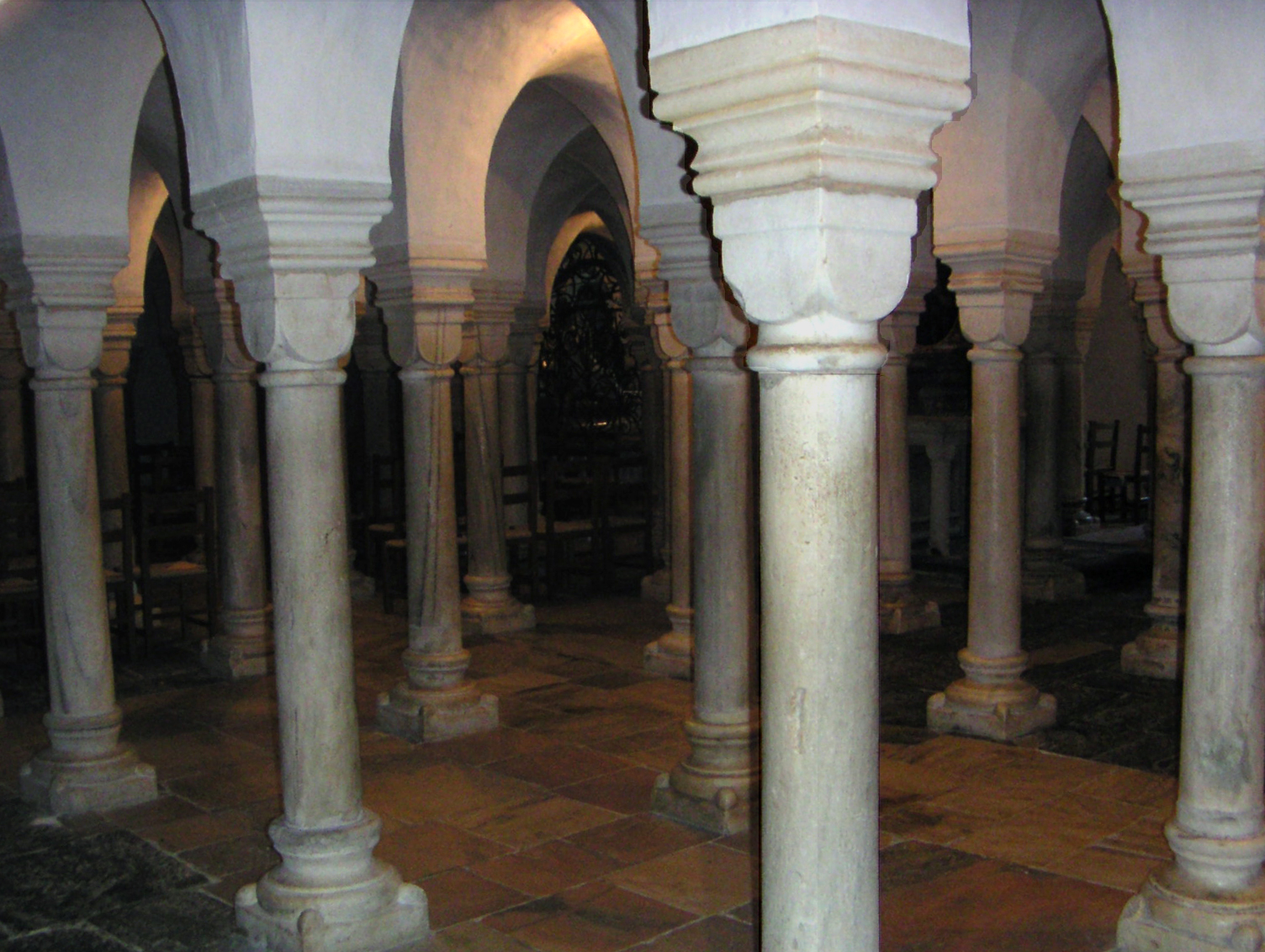
Krypta

Die Krypta unter Chor und Querhaus wurde 1174 als erster Teil des Domes fertiggestellt und war wohl von Beginn an der Verehrung Hemmas gewidmet. Nach Hartwagner ist sie „der großartigste Kryptenbau des deutschen Sprachraumes“. Die Krypta misst rund 20 × 20 Meter und ragt rund 1,75 Meter aus dem Boden. Betreten wird sie über zwei Treppen von der Oberkirche aus. Die hundertsäulige Krypta besteht aus 96 schlanken Säulen und zwei Doppelsäulen vor der Apsis (die Nebenapsiden fehlen in der Krypta). Die Säulenbasen sind mit Eckknollen, Blättern und figuraler Eckzier geschmückt, die Kapitelle sind einfache, schmucklose Würfelkapitelle. Daneben gibt es sechs rechteckige Stützpfeiler. Über den Säulen erhebt sich ein steiles, hohes Kreuzgratgewölbe.
Am Südostpfeiler befindet sich das Grab der heiligen Hemma, die seit 1174 in der Krypta bestattet ist. Der ursprüngliche schmucklose Steinsarg stand anfänglich an anderer Stelle auf sechs Tragsäulen, von denen drei erhalten sind. Die Säulen zeigen fremdartige Gesichter: zwei Frauen und einen Mann. Unter dem Sarkophag krochen Frauen durch, um Kindersegen zu erbitten. 1721 ließ Propst Kochler von Jochenstein den Sarg mit rotem Marmor verkleiden, um diesen Brauch abzustellen. Des Weiteren ließ er von dem Italiener Antonio Corradini ein Marmorrelief mit Hemmas Tod und zwei seitliche Marmorfiguren, die Allegorien von Glaube und Hoffnung, anfertigen. Bemerkenswert ist die Figur des Glaubens mit ihrem verschleierten Gesicht. 1925 wurde ein Teil der roten Marmorverkleidung entfernt, sodass die romanischen Säulenköpfe wieder sichtbar sind. Die Mauern über dem Grab sind mit zartem Rankenstuck verziert. Das Grab ist von einem schmiedeeisernen Gitter umgeben. In der Ecke befindet sich der legendäre Hemma-Stein aus Chloritschieferstein. An den Wänden hängen – meist auf Blech gemalte – Votivtafeln.
Der südseitige Altar ist seit 1167 dem heiligen Thomas Becket geweiht, der nordseitige seit 1189 dem heiligen Johannes dem Evangelisten. Beide wurden erst unter Propst Kochler an ihre jetzige Stelle verlegt. Beide Tischaltäre stehen auf vier Marmorsäulen mit Würfelkapitellen. Der Liebfrauenaltar steht in der Nordostecke und wurde 1766 errichtet. Er trägt eine um 1200 entstandene Statue der Maria lactans, die der Legende nach im Besitz der heiligen Hemma war bzw. von ihr gestiftet wurde. Die Statue wurde 1784 überschnitzt. Ein weiterer Altar ist dem heiligen Johannes Nepomuk geweiht. Vom geplanten Altar in der Apsis wurde nur die Marmormensa ausgeführt.

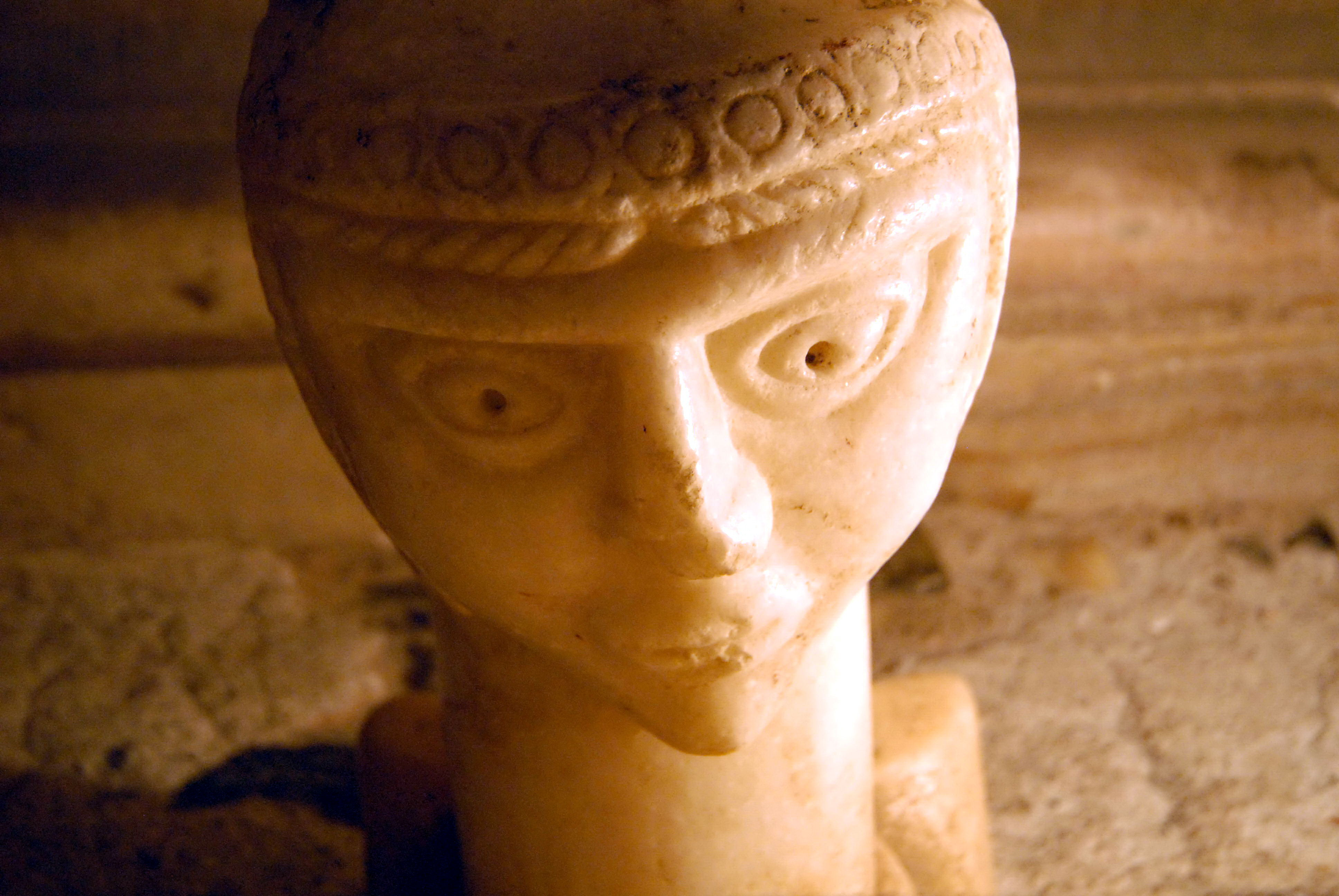
Säulenkopf des Hemmagrabes in der Krypta
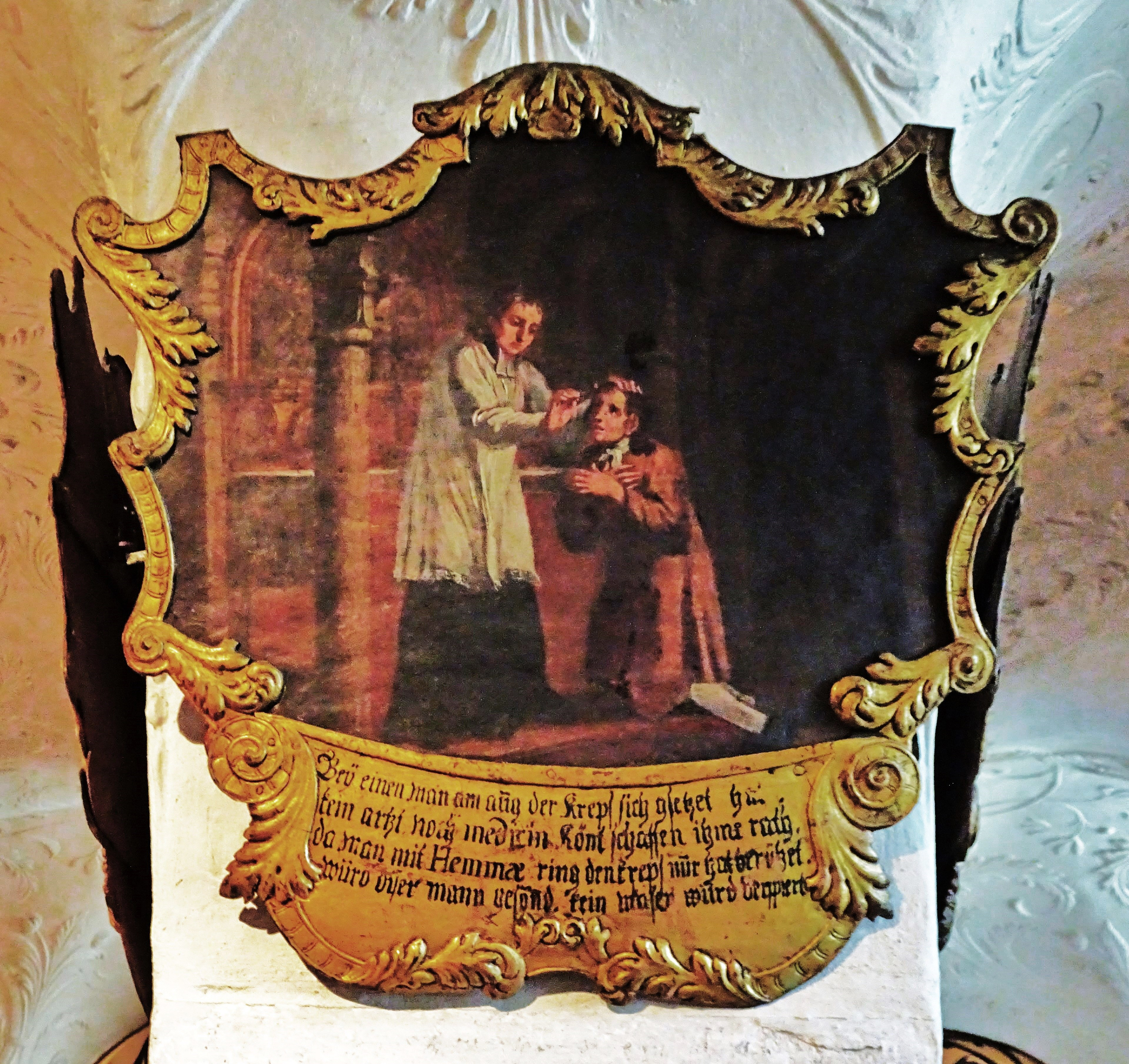
Votivbild in der Krypta
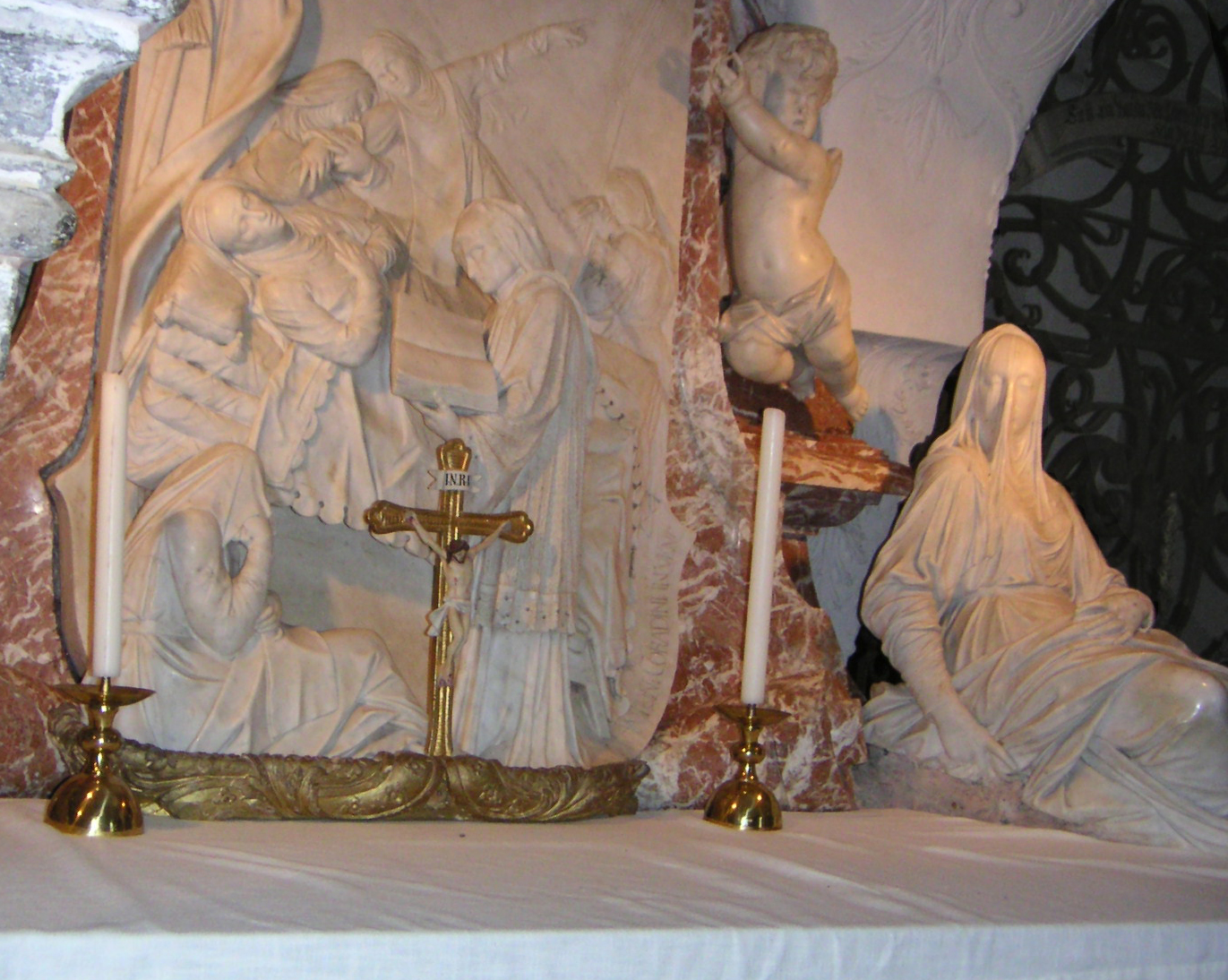
Hemmagrab in der Krypta

## Stiftsanlagen

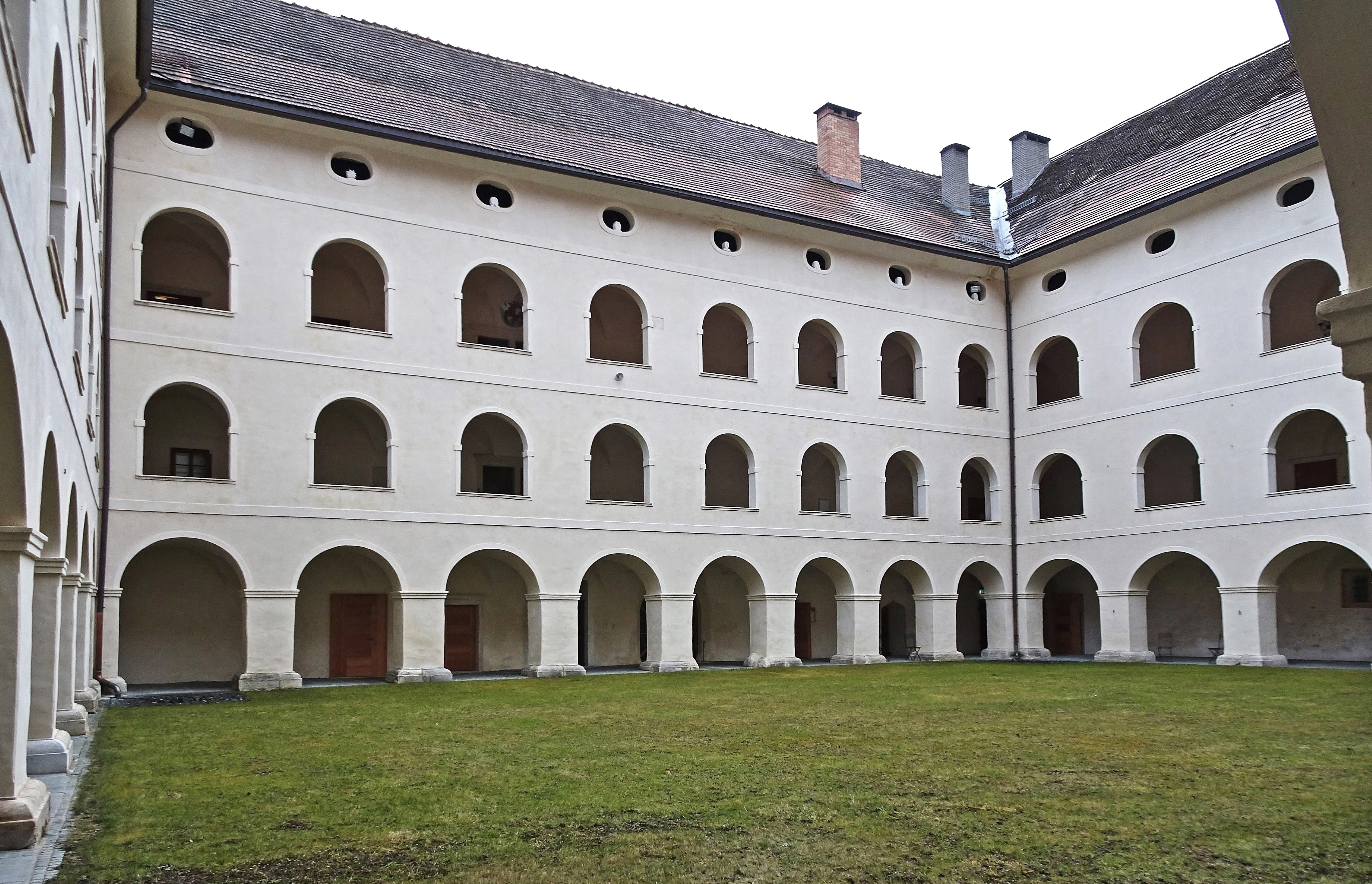
Nordansicht des Arkadenhofes des Propsthofes

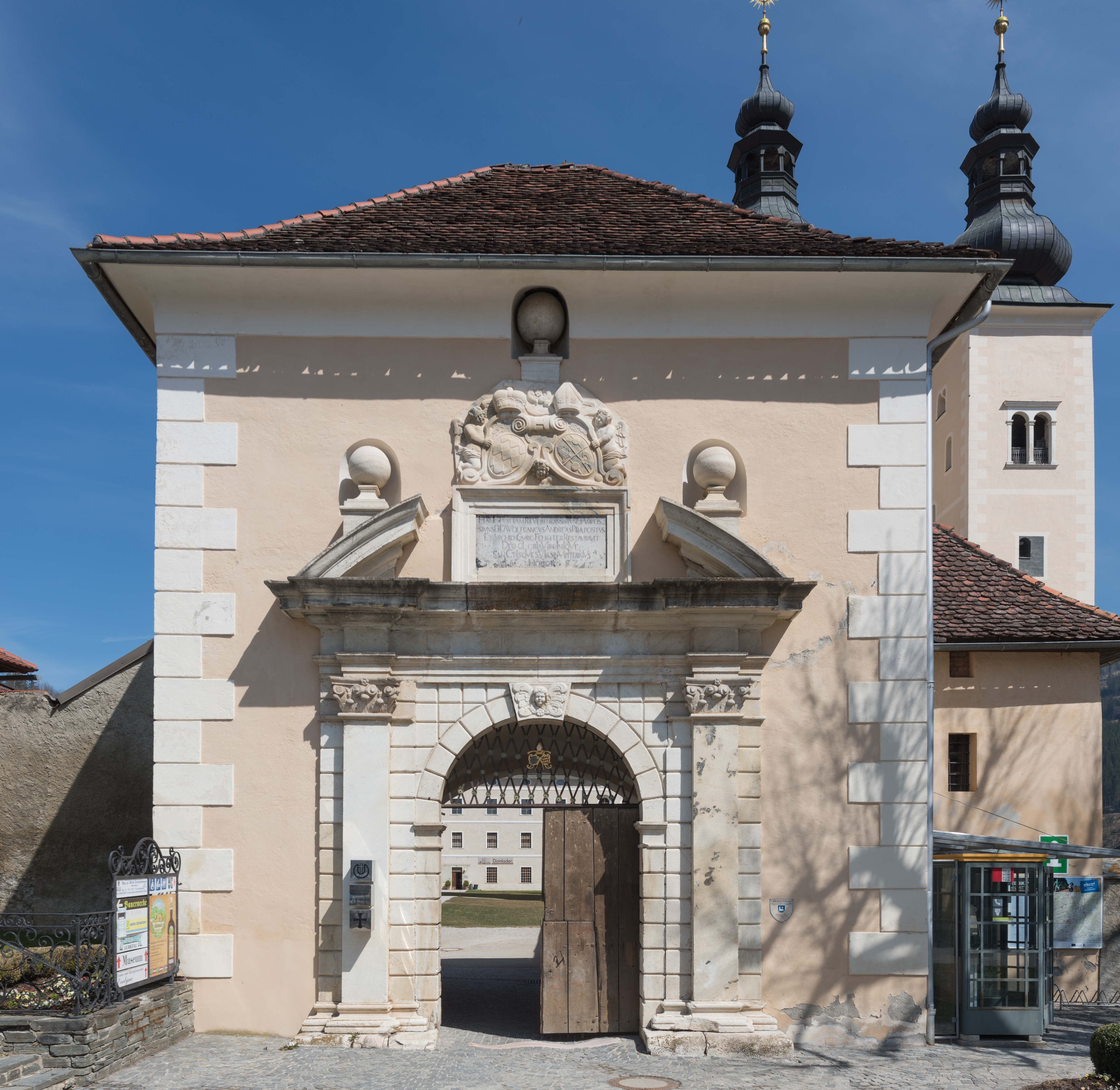
Stiftsportal im Torturm

Nördlich schließt sich der Kapiteltrakt an das Querhaus an. Er wurde 1637/38 von Peter Franz Carlone unter Verwendung von Bauteilen des mittelalterlichen Kapitelhauses erbaut. Es ist ein schmuckloser, fünfzehnachsiger Bau. Das Portal ist schlicht und trägt das Wappen des Propstes Vizdom. Bei der Restaurierung 1979/80 wurden eine Sonnenuhr von 1528 und eine von 1655 freigelegt.

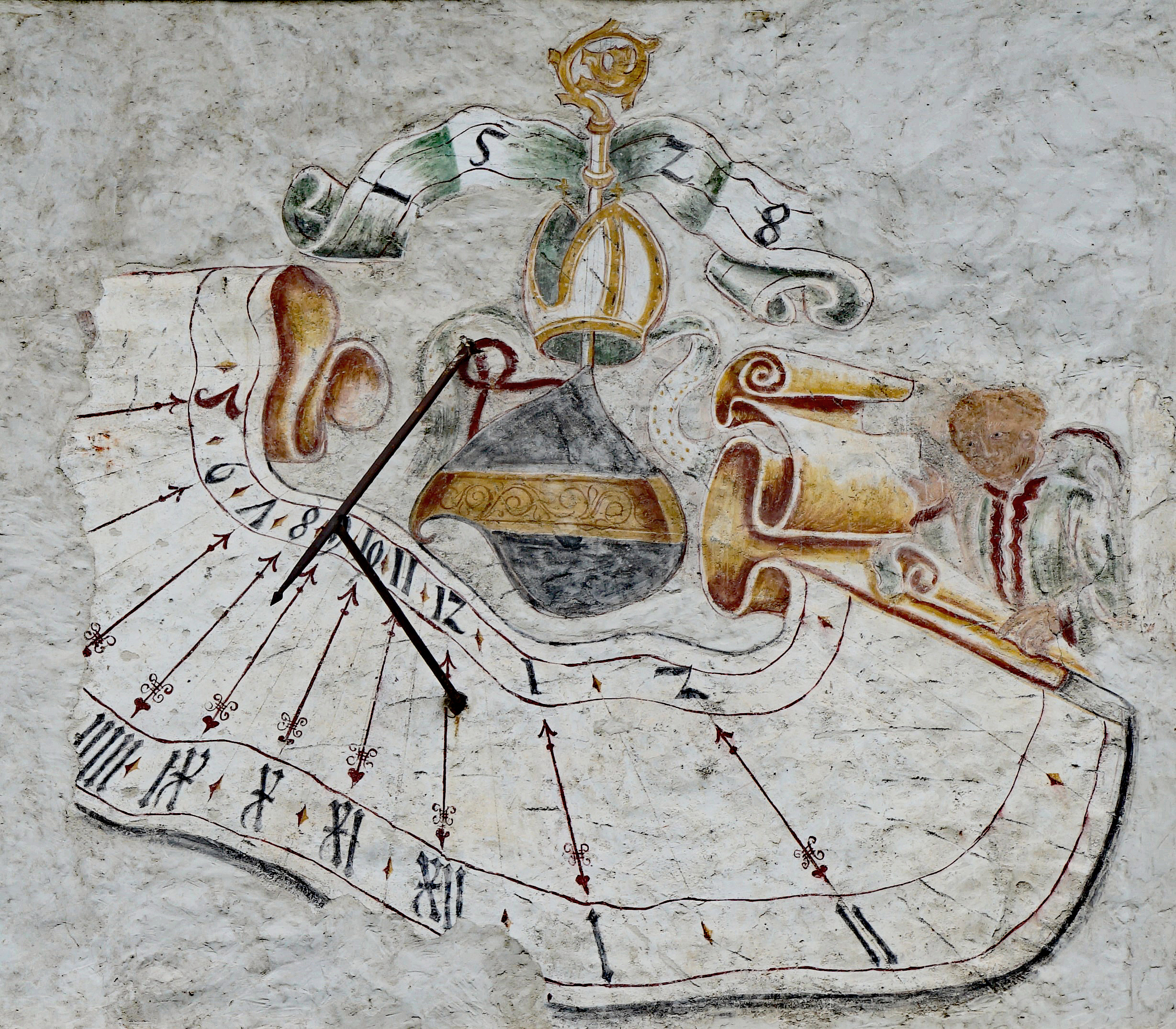
Sonnenuhr von 1528
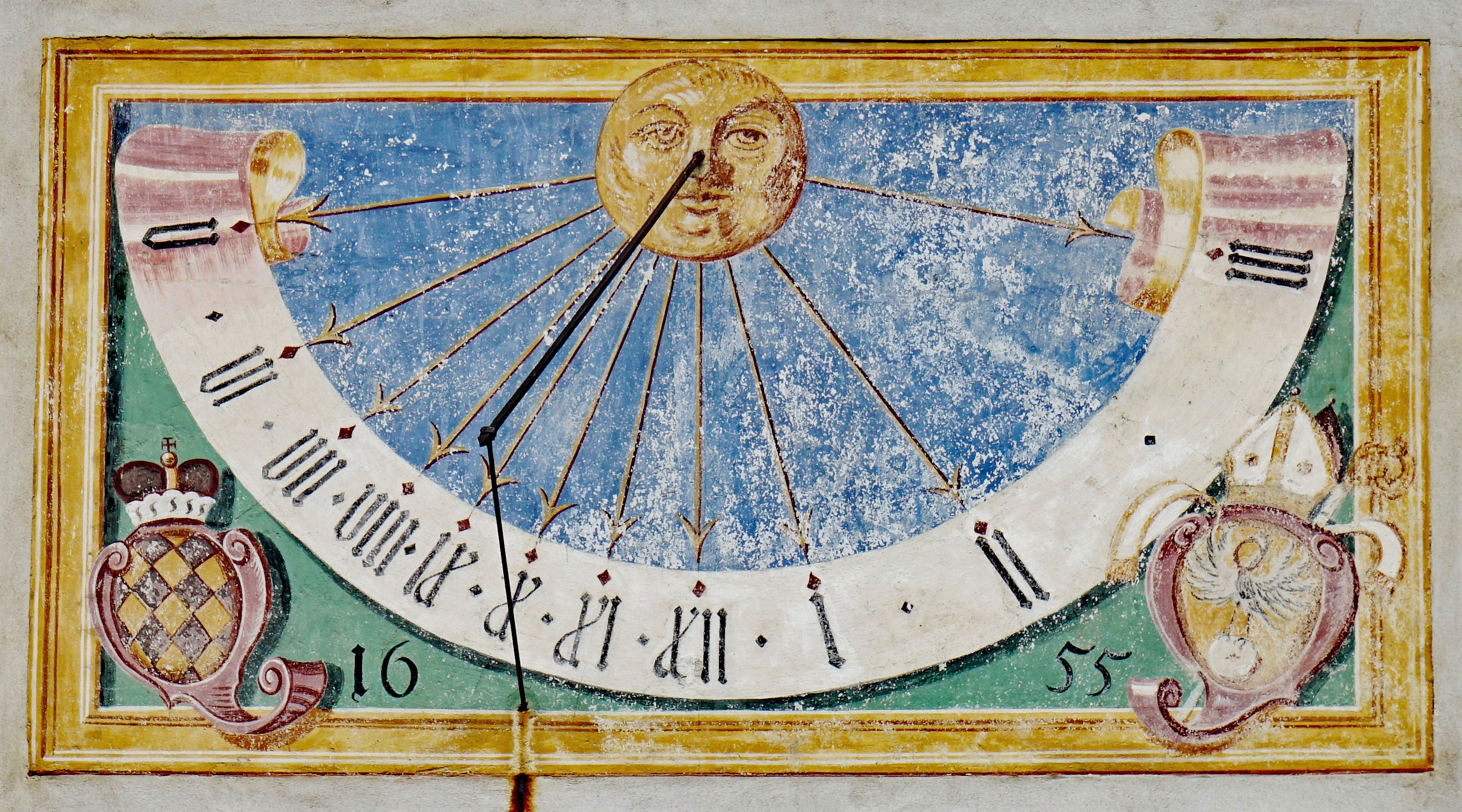
Sonnenuhr von 1655

Der Propsthof schließt sich westlich an den Kapiteltrakt an. Er ist ein quadratischer vierflügeliger und dreigeschoßiger Bau mit rechteckigem, sechs- bzw. achtachsigem Innenhof. Errichtet von 1468 bis 1490, wurde er ab 1637 von Corleone umgestaltet und an den Kapiteltrakt angepasst. Damals wurden auch die Innenhofarkaden angelegt. Im Osttrakt befindet sich die gotische Dreifaltigkeitskapelle, deren Sternrippengewölbe 14 bemalte Holzreliefs trägt.
Das Stiftsportal (Torhaus) wurde 1680/82 von Jörg Zechner erbaut. Es ist ein würfelförmiger Bau mit mächtigem Portal. Die Inschrift über dem Portal ist Propst Wolfgang Andreas Gösel von Thurn (1674–1688) gewidmet. Seitlich des Torbogens stehen rahmende Pilaster. Auf der Hofseite führt ein überdachter Säulenaufgang zu einem loggiaartigen Stöckel.
Die Wehranlagen, die von 1447 bis 1520 mit Graben und Ringmauer erbaut wurden, sind nur teilweise erhalten, so ein Teil der Mauern (nicht in ursprünglicher Höhe) und zwei Ründtürme an der Südwest- und der Südostecke. Sie haben Kegeldächer und Schießscharten. Zwischen den beiden Türmen steht in der Südmauer des Friedhofes die Todesangst-Christi-Kapelle, die heutige Aufbahrungshalle. Es ist der ehemalige Karner, 1275 erstmals erwähnt. Sie hat einen achteckigen Grundriss, der aufgesetzte Tambour ist ebenfalls achteckig.

## Domkapitel und Ordensgemeinschaften
1043 gründete Hemma in Gurk ein adeliges Damenstift, das vom Benediktinerinnen-Kloster Nonnberg in Salzburg aus besiedelt wurde. Kirche und Kloster wurden unter Äbtissin Ita von Erzbischof Balduin geweiht. Bereits unter der zweiten Äbtissin, Himzila, hob Erzbischof Gebhard das Kloster 1070/72 auf. Als Grund wurde der angeblich schlechte Lebenswandel der Nonnen genannt. Wahrscheinlicher Grund war jedoch das reiche Stiftungsgut, mit dem der Erzbischof 1072 das von ihm gegründete Bistum Gurk ausstattete.

### Domkapitel
Obwohl das Bistum Gurk 1072 gegründet wurde, bekam es erst 1123 ein Domkapitel. Bischof Hiltebold von Gurk gab dem Klerus an der Gurker Kirche die Regeln des heiligen Augustinus. Ein Jahr später stattete er das Domkapitel mit Besitz aus dem Stiftungsgut des Bistums aus, den es mit Ausnahme der Verluste in der Untersteiermark im Wesentlichen erhalten konnte. Durch die alleinige Aufnahme von Adeligen hatte das Domkapitel einiges politisches Gewicht, zumal die Gurker Bischöfe oft nicht in ihrer Diözese residierten und vom Dompropst als Archidiakon der Diözese vertreten wurden. Diese Macht zeigte sich auch 1498 in der Verleihung der Pontifikalien an den Dompropst durch Papst Alexander VI. Seit damals (bis 1787) führte der Propst auch den Titel eines Abbas Lateranensis. 1787 zog das Domkapitel mit dem Bischof nach Klagenfurt, wo es noch besteht.

### 1792 bis heute
Zwischen 1792 und mindestens 1797 war Gurk Zufluchtsort für Salesianerinnen, die vor der Französischen Revolution aus Lyon geflüchtet waren. 1809/10 nahmen dort die Ursulinen aus Klagenfurt Aufenthalt, als die Napoleonischen Kriege auch Kärnten erreichten.
1890 siedelten sich Benediktinerinnen aus Nonnberg in Gurk an und gründeten das Priorat St. Hemma. Die Nonnen eröffneten 1894 eine Volksschule für Mädchen, die 1900 das Öffentlichkeitsrecht erhielt, aber bereits 1915 wieder aufgelassen wurde. Stattdessen übernahmen sie eine Privat-Bürgerschule für Knaben im Alter von elf bis 16 Jahren. Bereits 1898 konnten die Nonnen mit Hilfe eines Gönners die Stiftsgebäude mit Wiesen, Äckern und Wald vom Domkapitel käuflich erwerben. Wirtschaftliche Probleme führten jedoch 1921 zu dem Entschluss, das Priorat wieder aufzugeben. 1922 wurden die Gebäude an die Redemptoristen verkauft, 1924 verließen die letzten der einst 28 Nonnen Gurk.
1923 übernahmen Redemptoristen Stiftsgebäude und Dom und führten in den nächsten Jahren weitreichende Restaurierungsarbeiten durch. Sie verlegten auch ihre theologische Lehranstalt von Mautern (Steiermark) dorthin. Der bedeutendste Pater war Josef Löw, der sich große Verdienste um die Heiligsprechung der Hemma von Gurk (1938) erwarb.
1932 übernahmen die Salvatorianer Stift und Pfarre. Seit der Eröffnung des Gästehauses St. Hemma 1988 leben auch Salvatorianerinnen in Gurk. Ende August 2008 verließen die Salvatorianer Gurk. Seitdem wird die Seelsorge von Bistumspriestern der Diözese Gurk-Klagenfurt übernommen. Außerdem sind in Gurk zwei Missionsschwestern vom Kostbaren Blut vom Kloster Wernberg tätig.

## Heutige Nutzung
Der ehemalige Dom wird heute als Pfarrkirche von Gurk genutzt. Im Kapiteltrakt der ehemaligen Stiftsanlage befindet sich unter anderem das Pfarramt. Der Propsthof beherbergte von 1999 bis 2014 eine Expositur des Ursula-Gymnasiums Klagenfurt sowie Wohnungen. Seit April 2014 befindet sich hier die Schatzkammer Gurk, das Diözesanmuseum.
Gurk ist aufgrund des Hemmagrabs ein viel besuchter Wallfahrtsort.